# RandstadRail
RandstadRail is een lightrail-netwerk in Zuid-Holland dat sinds 2006 in gebruik is. Een van de belangrijkste kenmerken van RandstadRail is de koppeling van het tracé van twee voormalige spoorlijnen (Zoetermeer Stadslijn en Hofpleinlijn) aan het tramnetwerk in Den Haag en het metronetwerk in Rotterdam. Voor RandstadRail zijn stations geopend en is de frequentie op de lijnen aanzienlijk verhoogd. Het treinmaterieel op de twee genoemde spoorlijnen is vervangen door sneltrams (HTM) en metro's (RET).
Tussen Zoetermeer en Rodenrijs (de dunne rode lijn op het kaartje; en verder naar Rotterdam) was ook vanaf het begin een lightrail of metro gepland, maar onder andere doordat de Rijksoverheid dat toen niet wilde financieren is dat uitgesteld tot circa 2035. Wel is als vervangende voorloper in 2012 een geheel vrijliggende busbaan geopend tussen Zoetermeer en Rodenrijs. Daar dient de reiziger over te stappen.
Met RandstadRail is gepoogd het openbaar vervoer in de regio aantrekkelijker te maken om de verkeersdruk op de autowegen te verlagen.

## Planfase

### Oorspronkelijk gebruik van de tracés
RandstadRail bestaat uit twee delen, die voornamelijk rijden op voormalige spoor- en tramtrajecten. Het ene op Rotterdam gerichte gedeelte maakt gebruik van de voormalige Hofpleinlijn tussen Den Haag Centraal en Rotterdam Hofplein, terwijl het andere op Den Haag gerichte deel vooral gebruikmaakt van de voormalige Zoetermeer Stadslijn. In Den Haag rijden de trams uit Zoetermeer verder door de stad over het tramnetwerk van de HTM.

#### Hofpleinlijn
De Hofpleinlijn was een dubbelsporige lijn van de ZHESM tussen Den Haag Hollands Spoor, Scheveningen en Rotterdam Hofplein. Op 2 mei 1907 werd het eerste gedeelte van de lijn geopend tussen de Loolaan in Den Haag en het eindpunt in Scheveningen. Een jaar later werd de lijn verlengd naar Rotterdam, overgenomen door de HIJSM en als eerste spoorlijn van Nederland geëlektrificeerd, overigens met de later afwijkende wisselspanning van 10 kilovolt en 25 hertz. In 1926 werd de lijn omgebouwd naar de Nederlandse standaard van 1500 volt gelijkspanning. Wegens afname van het vervoer werd op 4 oktober 1953 het gedeelte naar Scheveningen gesloten en later opgebroken. Een kort restant van de spoorlijn naar Scheveningen was van 4 februari 1957 tot 31 december 1988 als aansluiting van de NAM in gebruik. Eind jaren zestig overwoog de NS om de hele Hofpleinlijn te sluiten, omdat deze voor het bedrijf onrendabel was. Dit kwam mede door de quasi-parallelle ligging met de Oude Lijn. Omdat door de sluiting de werkplaats in Leidschendam onbereikbaar zou worden, en voor de sluiting geen toestemming werd gekregen van de overheid, ging dit niet door. Wel werd in 1970 het goederenvervoer over de lijn opgeheven. Bij de ingebruikname van RandstadRail moest de werkplaats in Leidschendam alsnog met een nieuwe verbinding op het spoorwegnet worden aangesloten, de Nootdorpboog.

#### Zoetermeer Stadslijn
De Zoetermeer Stadslijn was een spoorlijn tussen Den Haag Centraal en Zoetermeer en werd aangelegd om een goede verbinding te geven tussen de werkstad Den Haag en de slaapstad Zoetermeer, alsmede om Zoetermeer zelf van goed openbaar vervoer te voorzien. In de jaren zestig bleek namelijk dat Den Haag de bevolkingsgroei niet meer op eigen kracht zou kunnen opvangen. Daarom werd in 1962 het dorp Zoetermeer, dat destijds 10 000 inwoners telde, aangewezen als een groeikern waar grootschalige woningbouw zou plaatsvinden. In Zoetermeer reden de treinen in twee richtingen over een lusvormige lijn in de vorm van een krakeling.
De treinen tussen Den Haag en Zoetermeer waren altijd goed bezet, maar de Hofpleinlijn was voor de Nederlandse Spoorwegen een lijn die met opheffen werd bedreigd. Het beperkte reizigersvervoer op deze lijn – er is een frequentere en snellere verbinding tussen Den Haag en Rotterdam via de Oude Lijn, en het Rotterdamse eindpunt had geen aansluiting op het spoornet – was onvoldoende om de lijn in stand te houden. Het waren echter de aanwezigheid van de NedTrain-werkplaats in Leidschendam en de nuttige functie als omleidingsroute voor de Oude Lijn tussen Den Haag en Rotterdam die deze lijn in stand hielden.

#### Haags stadstramnetwerk
In Den Haag rijdt RandstadRail 3 over het traject dat de voormalige stadslijn 3 tot 28 augustus 2006 bereed tussen het Centraal Station en Loosduinen. Het tracé van deze tramlijn loopt voor een groot deel over de Laan van Meerdervoort. RandstadRail 4 rijdt over het traject dat stadslijn 6 tot 16 mei 2007 bereed tussen Leyenburg en De Uithof. Zowel RandstadRail 3 als 4 maken gebruik van de tramtunnel, het tramplatform boven op station Den Haag Centraal en het tramviaduct naar Ternoot. Dit traject was al in gebruik door de tramlijnen 2, 3 en 6.

### Motieven voor aanleg
Tussen 1983 en 2008 is de bevolking in de zuidelijke Randstad gegroeid met ongeveer 15% tot ongeveer 2,1 miljoen personen. Het aantal arbeidsplaatsen groeide met meer dan 20%. Een aantal woningbouwprojecten in Pijnacker-Oost, Nootdorp, Leidschenveen en Ypenburg, gecombineerd met de reeds dagelijks aanwezig verkeerscongestie, maakte duidelijk dat het vervoer op beide bovengenoemde spoorlijnen verbeterd zou moeten worden, opdat het gebruik hiervan zou toenemen.

### Plannen voor een regionaal sneltramsysteem
In 1988 kondigt Den Haag met de nota HOVSTAD een haalbaarheidsstudie aan voor een regionaal sneltramsysteem in de agglomeratie. Met de destijds gevreesde toename van het autoverkeer in Den Haag met 70% in de 21e eeuw wilde Den Haag het tramverkeer verbeteren. Door de Zoetermeer Stadslijn en Hofpleinlijn tot een sneltram om te vormen en door te trekken richting het centrum moest een overstap bij het Centraal Station van Den Haag tot het verleden horen. Een overstap leidde namelijk tot een afname van aantal reizigers met 50%. Het sterke punt van bijvoorbeeld de Stadtbahn van Karlsruhe, waarbij de infrastructuur van de tram en de trein gecombineerd worden gebruikt, is dat ook vele mensen uit de regio een rechtstreekse verbinding met het centrale winkelgebied hebben. Vertaald naar Den Haag zouden mensen rechtstreeks uit Leidschenveen zonder overstappen naar de Koopgoot in Rotterdam of naar de Grote Markt in Den Haag kunnen gaan. Dit openbaar-vervoer-systeem kan zeer concurrerend zijn ten opzichte van de auto omdat de voordelen van de overstaploze verbinding van de auto sterk worden benaderd en in veel gevallen zelfs nog met kortere reistijden, als in de stad gebruik gemaakt kan worden van metro- of tramtunnels.
In de nota was rekening gehouden met diverse scenario's. Zo werd de mogelijkheid opengehouden dat de Hofpleinlijn ook door normale treinen zou worden bereden. Ook werd gedacht aan eenrichtingtrams, zoals een brede (2,65m) uitvoering van de GTL. De Zoetermeerlijn zou vanaf de Hofpleinlijn Den Haag inrijden over de gehele Juliana van Stolberglaan (net als in het semi-metro plan) en dan via Centraal Station, Grote Marktstraat en Waldeck Pyrmontkade naar Congresgebouw/Scheveningen Haven, en de Hofpleinlijn via Station Laan van Nieuw Oost Indië en Centraal Station naar Scheveningen. Ook lijn 1 zou op RandstadRail niveau worden gebracht. Zo zouden lijnen ontstaan tussen Rotterdam, Zoetermeer, Delft, Congresgebouw en Scheveningen. Op lange termijn plande men ook richting Wassenaar/Katwijk/Leiden, naar het Westland, en van Zoetermeer naar Kijkduin.
Met de in de nota gestelde verbeteringen trachtte het gemeentebestuur het aantal reizigers op de Zoetermeerlijn te verhogen met 26%. De druk van het autoverkeer zou met 7% afnemen.
Het sneltramvoorstel werd op 22 juni 1988 behandeld door de Haagse raadscommissie, die het zag als een reële variant om de automobiliteit terug te dringen en bij te dragen aan het verminderen van het bereikbaarheidsprobleem.

### Het eerste idee met de naam RandstadRail
Op 9 juni 1988 lanceerde de Verkeersdienst Rotterdam het rapport Logistructuur Rotterdam, verkeers- en vervoerbeleid in de jaren negentig.
Doordat steeds meer mensen verder van hun werk woonden, nam het woon-werkverkeer in de regio Rotterdam toe.
In het rapport wordt voorgesteld een metrolijn aan te leggen naar Ridderkerk, met aftakkingen richting Hendrik-Ido-Ambacht en Alblasserdam. Tramlijn 1 in Rotterdam zou worden verlengd naar Vlaardingen. In het rapport stond ook een verbinding van de Erasmuslijn met de Hofpleinlijn, eventueel direct als verbinding met de wijk Rijsendael en luchthaven Zestienhoven. Bij Pijnacker zou een verbinding met Zoetermeer worden aangelegd. Ten slotte zou de Hoekse Lijn aan de Rotterdamse metro worden gekoppeld.

### Stichting RandstadRail
In juli 1992 werd de Stichting RandstadRail opgericht, een samenwerkingsverband tussen de HTM, RET, streekvervoersbedrijf ZWN-Groep, NS en de regionale overheden met onder de leus "RandstadRail, de files voorbij" als doel de stedelijke netten van Den Haag en Rotterdam met de Zoetermeer Stadslijn en Hofpleinlijn te verbinden. In Rotterdam moest dit bewerkstelligd worden door de Hofpleinlijn te koppelen aan de metro, in Den Haag door de Zoetermeerse lijn te verbinden met tramlijnen richting Loosduinen en Scheveningen. 
In 1991 bleek dat het rijk maar 250 miljoen beschikbaar stelde, terwijl 3,2 miljard nodig was. Daarom werd in 1993 een nieuw voorstel gedaan. In eerste instantie zou een sneltram uit Rotterdam via de Hofpleinlijn naar het Haagse tramnet rijden. Ook dit ging niet door. In 1997 voorzag weer een nieuw plan in alleen de Zoetermeerlijn doortrekken via Station Laan van Nieuw Oost Indië en Centraal Station naar Scheveningen, en een lijn onder of bovengronds over de Juliana van Stolberglaan (weer net als het semi-metro plan) naar Centraal Station; en vervolgens via Grote Marktstraat en 3 vertakkingen naar het zuidwesten, via lijn 2, 3 en 6. Door protesten ging de lijn via de Juliana van Stolberglaan niet door.

### Verkenningsstudie RandstadRail
In november 1996 presenteerden het Stadsgewest Haaglanden, Stadsregio Rotterdam, de Provincie Zuid-Holland en Rijkswaterstaat een verkenningsstudie over RandstadRail. In deze studie presenteerden deze overheden de volgende plannen:
- Ombouw van de Zoetermeer Stadslijn en Hofpleinlijn tot lightrail (sneltram);
- Doortrekking van beide lijnen naar de stadscentra van beide steden;
- Aanleg van een directe railverbinding tussen Zoetermeer en Rotterdam (zie Nootdorpboog).

Deze projecten zouden, afhankelijk van de gekozen vormen, een investering vergen van 3 tot 6 miljard gulden.

### Pilot
Toenmalig Minister van Verkeer en Waterstaat Annemarie Jorritsma was slechts matig positief over het plan en stelde een pilot voor met sneltram-materieel of aangepast bestaand materieel. Op 8 juli 1997 tekenden de 4 betrokken overheden de Bestuurlijke Overeenkomst RandstadRail, waarin zij afspraken maakten over een planstudie naar de kosten en baten van dit lightrail-net.
Al snel bleek dat de pilot slecht doordacht was en grote vertraging zou opleveren. Niet alleen was onduidelijk hoe men sneltrams wilde combineren met de bestaande, hoge perrons; ook was nog niet bekend waar die trams dan vandaan gehaald zouden moeten worden.

### Planstudie RandstadRail
In april 1998 presenteerde de Stuurgroep RandstadRail de hoofdlijnen van een nieuwe studie, in november gevolgd door de definitieve versie. Vanwege de hoge kosten van het project RandstadRail was besloten het geheel in twee fasen te scheiden. De eerste fase zou bestaan uit het ombouwen van de bestaande lijnen tot sneltram-lijnen waarop 2,65 meter brede voertuigen in een hoge frequentie de regio met beide grote steden zouden verbinden. Bij nieuw aan te leggen wijken zouden halten worden gebouwd. Naar de nieuwe woonwijk Oosterheem zou in Zoetermeer een zijtak van de Zoetermeer Stadslijn worden aangelegd. Deze lijn zou in Den Haag door middel van een viaduct net voorbij station Laan van NOI via het Beatrixkwartier met het Haagse tramnet worden verbonden. De Hofpleinlijn zou net zoals bij de spoorwegen op station Den Haag Centraal beginnen en zou over het originele traject moeten rijden naar Station Hofplein. Ook de mogelijkheid te rijden via de Blijdorpboog bij de Rotterdamse wijk Hillegersberg-Schiebroek, (Station Wilgenplas) behoorde tot de mogelijkheden.
In deze vorm zou RandstadRail slechts 1,2 miljard gulden gekost hebben, inclusief een aansluiting van de werkplaats in Leidschendam op de spoorlijn tussen Den Haag en Gouda (de latere Nootdorpboog).

### Aanvullend advies
De opdrachtgevende overheden vonden dit voorstel te mager, waarna de Stuurgroep opnieuw aan het werk ging. In Den Haag zou RandstadRail worden doorgetrokken naar Loosduinen, terwijl in Rotterdam de lijn gekoppeld zou worden aan de metro.
Deze koppeling met de metro bracht van zowel HTM- als RET-zijde bezwaren met zich mee. In het centrum van Den Haag zouden door deze koppeling voertuigen verschijnen die slechts konden stoppen aan perrons van minstens 90 centimeter hoog. Men vond de aanleg hiervan een onaanvaardbare ingreep op het stadsbeeld. Rotterdam echter wilde geen trams toelaten op de metrolijnen, de RET achtte de capaciteit van de trams te klein voor de vervoersvraag van de metro in Rotterdam.
Om die reden splitste men RandstadRail in twee projecten, namelijk metro's op de Hofpleinlijn en sneltrams op de Zoetermeer Stadslijn. Op het gemeenschappelijke traject tussen Leidschenveen en Laan van NOI zouden hybride perrons komen, ofwel perrons met gedeeltelijk een lage en een hoge opstap.

### Financiering en besluitvorming
Door de aangepaste plannen stegen de verbouw- en aanlegkosten van 1,2 naar 1,8 miljard gulden, nog exclusief materieel. De Stuurgroep RandstadRail verdedigde deze kostenverhoging met de verwachting dat de vervoerwaarde en het kostendekkingspercentage zouden stijgen. Het ministerie van Verkeer en Waterstaat wilde echter niet meer geld toezeggen dan de eerder beschikbaar gestelde 1,2 miljard gulden. Om die reden moest er bezuinigd worden en moest geld worden onttrokken uit andere projecten.
Allereerst werd een geplande zijtak van Berkel naar Bergschenhoek geschrapt, wat een besparing van ongeveer 147 miljoen gulden opleverde. Met het niet opknappen van het slechts tijdelijk gebruikte station Hofplein en het spoorwegviaduct hiernaartoe zou wederom 45 miljoen worden bespaard.
Ten derde bleef er geld over bij het Beneluxlijn-project, omdat deze metro tussen Schiedam en Hoogvliet goedkoper kon worden aangelegd dan geraamd. Aan de Haagse zijde werd het plan om de metrodiensten uit Rotterdam te laten keren op een nieuw viaduct in de Rijnstraat geschrapt (doortrekking naar Scheveningen zou dan gemakkelijker geweest zijn); in plaats daarvan zouden de voertuigen keren op twee sporen van het treinstation.
De landelijke overheid stelde 400 miljoen gulden extra ter beschikking. Dit geld was afkomstig uit onder andere het Bereikbaarheidsoffensief Randstad.
Op 12 juli 2000 tekenden de regio's en de minister van Verkeer en Waterstaat een principeovereenkomst. Vanwege de aanpassingen in de plannen zou de oplevering van RandstadRail worden vertraagd van 2004 tot 2006.
Op 21 november 2002 werd in Leidschenveen een formeel begin gemaakt met de verbouwingswerkzaamheden.

## Aanpassingen aan de infrastructuur

### Loskoppeling van het landelijke spoorwegnet
Om RandstadRail te laten functioneren was een groot aantal verbouwingen noodzakelijk. Een van de belangrijkste wijzigingen bestond uit het fysiek loskoppelen van RandstadRail van het landelijk spoorwegnet. Met uitzondering van één wissel bij de Nedtrain-werkplaats in Leidschendam, om materieel uit te wisselen, is er geen fysieke aansluiting met het spoorwegnetwerk. De bovenleidingsspanning is gewijzigd van 1500 V naar 900 V, de gebruikelijke spanning voor de metro en sneltram in Nederland. De metro's uit Rotterdam keerden tot en met 12 februari 2016 op de twee noordelijke perronsporen van station Den Haag Centraal (spoor 11 en 12). Het traject ligt geheel gescheiden van het landelijke spoornet, wisselverbindingen waren verwijderd. Ook waren de perrons met enkele centimeters verhoogd, waardoor een gelijkvloerse instap was ontstaan.
Wettelijk heeft het deel van het netwerk van Den Haag Centraal tot en met Zoetermeer en Rotterdam de status van lokaalspoorweg.

#### Wijzigingen bij Den Haag Centraal

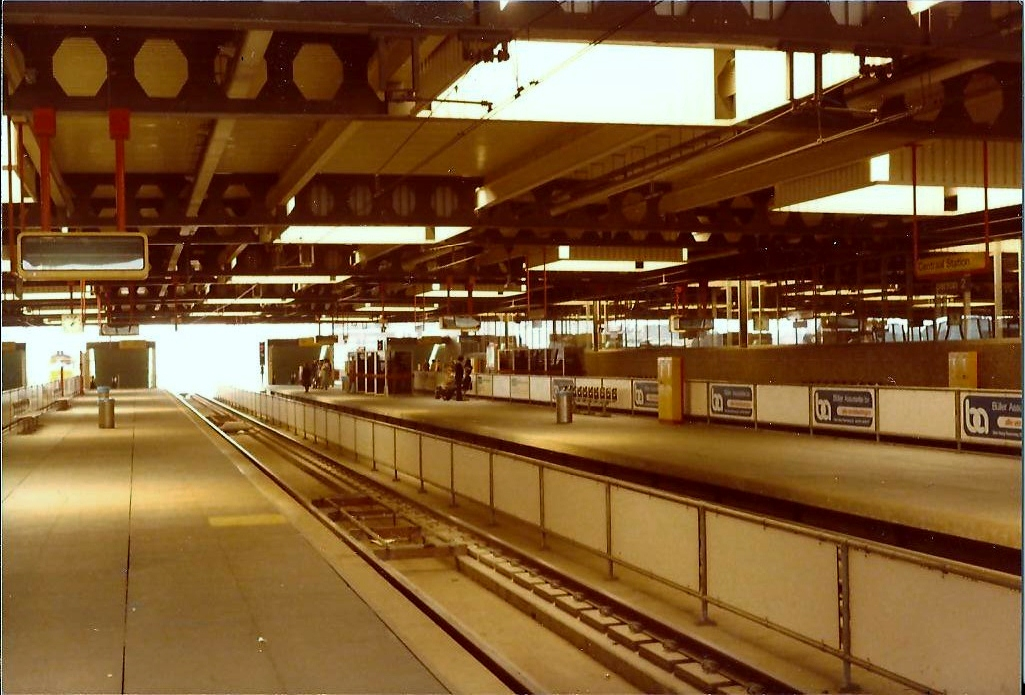
De inrichting van tramperrons voor de aanpassingen voor RandstadRail. Alleen rechts uitstappen is mogelijk. Van links naar rechts: trams komende van de keerlus, doorgaande trams richting stad, trams naar de keerlus, doorgaande trams richting Bezuidenhout.

De tramperrons boven werden herbouwd zodat er een eilandperron per richting is die voor zowel voor enkelrichting trams (binnensporen) als voor de tweerichtingsvoertuigen van RandstadRail (binnen- en buitensporen) te gebruiken zijn. De tramkeerlus werd gesloopt. Met een tailtrack (keerspoor) is er wel de mogelijkheid om extra ritten in de spitsuren van RandstadRail 3 komende vanuit de stad te keren. De trams uit Zoetermeer kunnen in principe ook bij het Centraal Station keren, maar dan is er tijdelijk geen verkeer in de tramtunnel mogelijk, omdat de trams dan zouden keren op het spoor komende van de tunnel. In de reguliere dienst is dit nog niet voorgekomen.

#### Wijzigingen bij station Den Haag Laan van NOI

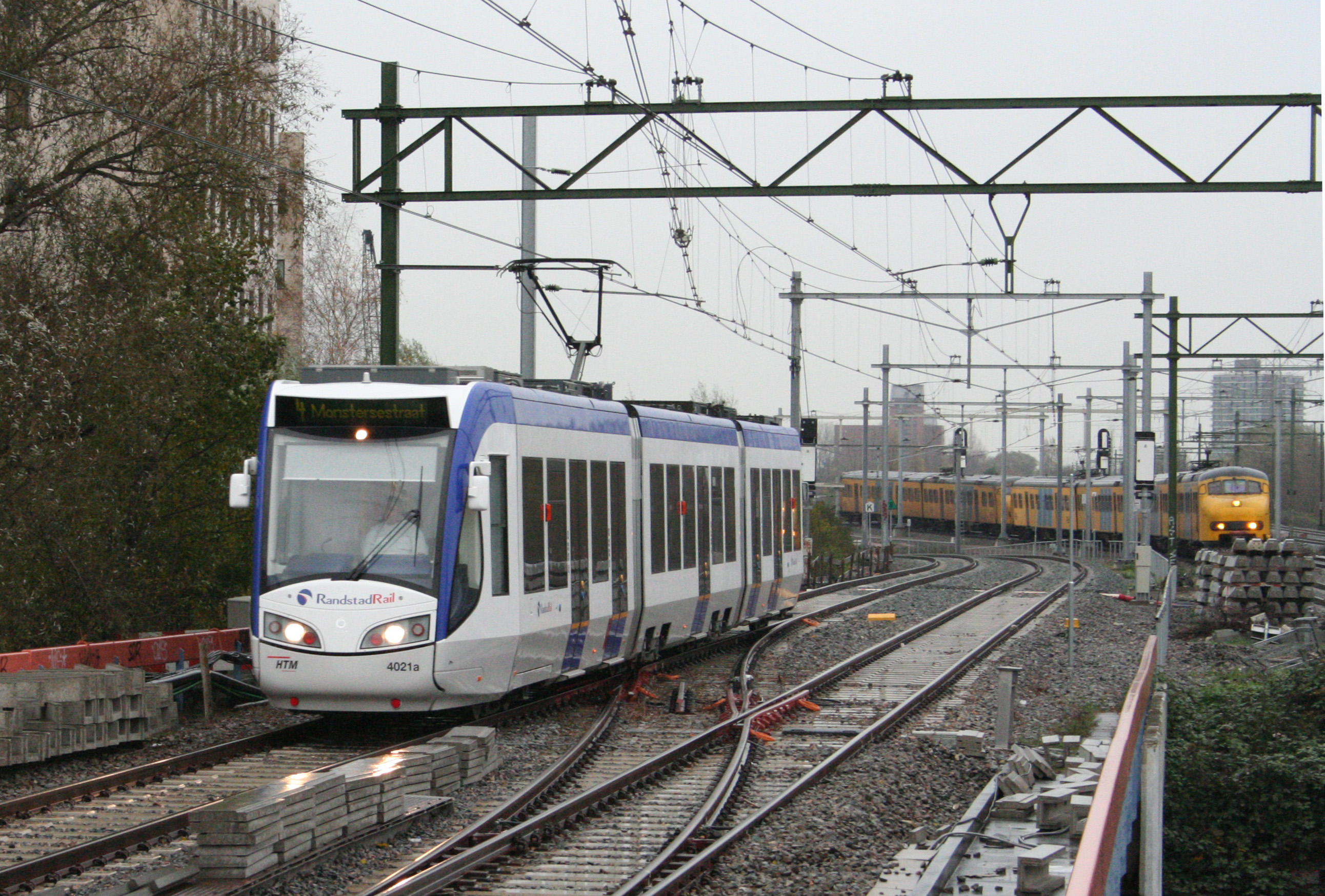
RandstadRail rijdt nu aan de noordelijke zijde bij station Laan van NOI. Op de achtergrond buiten beeld de tunnelkruising met de spoorlijn.

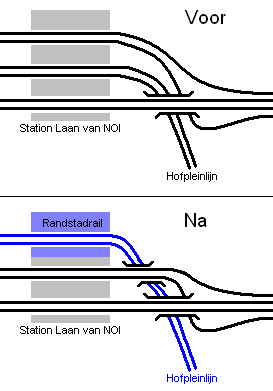
Schematische weergave van de nieuwe kruising bij Station Laan van NOI.

Om conflicten tussen heavy rail (trein) en lightrail (RandstadRail) te voorkomen werd ten oosten van station Laan van NOI een onderdoorgang gebouwd, zodat RandstadRail en treinen elkaar ongelijkvloers kunnen kruisen. Oorspronkelijk was gedacht een groot en hoog viaduct over de NS-sporen te bouwen, maar later werd daarvan afgezien. In plaats daarvan kwam er een onderdoorgang. RandstadRail duikt nu na het station onder het dubbelsporige spoortraject door en maakt nu gebruik van de twee noordelijke sporen, waardoor het tracé gemakkelijk kon worden aangesloten op het Netkous-viaduct door het Beatrixkwartier. Ook werd het gemakkelijker om de sporen van RandstadRail voor de sneltrams uit Rotterdam te Den Haag Centraal vrij te leggen van het spoorwegnet bij dit kopstation.
Het treinverkeer op de Oude Lijn maakt gebruik van de vier zuidelijke sporen van het station. Over het algemeen rijden via de twee zuidelijke sporen de treinen vanuit Leiden richting station Hollands Spoor, terwijl de middelste twee sporen gebruikt worden door de treinen tussen Leiden Centraal en Den Haag Centraal.
Deze ombouw was niet nodig geweest wanneer de sporen van de Hofplein- en Zoetermeerlijn al aan de noordelijke kant van het station hadden gelegen. De situatie van voor de verbouwing was ontstaan uit het verleden, toen er nog geen aftakking was vanuit station Laan van NOI richting Den Haag Centraal. Het station bestond toen uit vier sporen, die alle vier doorliepen richting station Hollands Spoor. De treinen uit Rotterdam Hofplein (de Zoetermeer Stadslijn bestond toentertijd nog niet) keerden toen op Hollands Spoor. Pas later is een viersporige boog tussen Den Haag Centraal en Laan van NOI aangelegd, waarbij direct twee sporen in het station werden toegevoegd.

#### Nootdorpboog

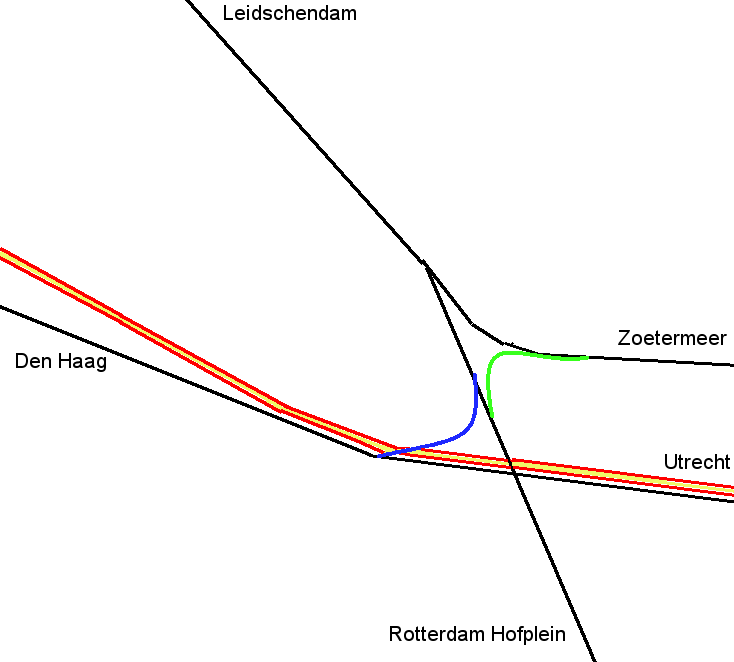
Situering van de Nootdorpboog (in blauw) bij Leidschendam.

(in groen de voorgestelde verbinding tussen de 2 lijnen, die er echter niet kwam)
Omdat het tracé van RandstadRail niet meer beschikbaar zou zijn voor treinverkeer, moest er een alternatieve ontsluiting worden aangelegd voor de NedTrain-werkplaats in Leidschendam, waar een gedeelte van het reizigersmaterieel van de Nederlandse Spoorwegen wordt onderhouden. Er werd hiertoe voor € 58 miljoen een nieuwe verbindingsboog aangelegd, de zogenaamde Nootdorpboog, die aftakt van de spoorlijn Gouda – Den Haag ter hoogte van station Ypenburg. Deze enkelsporige boog kruist met een stalen boogbrug de autosnelweg A12 en loopt daarna parallel aan het tracé van RandstadRail naar de werkplaats van NedTrain. Vlak bij die werkplaats en halte Forepark is er bovendien een overloopspoor tussen RandstadRail en het treinspoor.

#### Afbraak verbindingsbogen spoorlijn Gouda-Rotterdam
Om ruimte te maken voor de bouw van een metrotunnel richting Rotterdam Centraal, het zogenaamde Statenwegtracé, en om het RandstadRail-tracé van het spoorwegnet los te koppelen, werden in 2002 bij het Franciscus Gasthuis beide verbindingsbogen tussen de Hofpleinlijn en de spoorlijn Utrecht – Rotterdam en de enkelsporige omloopboog tussen Rotterdam-Noord en Kleiweg afgebroken.

### Nieuwe tracés

#### Netkousviaduct

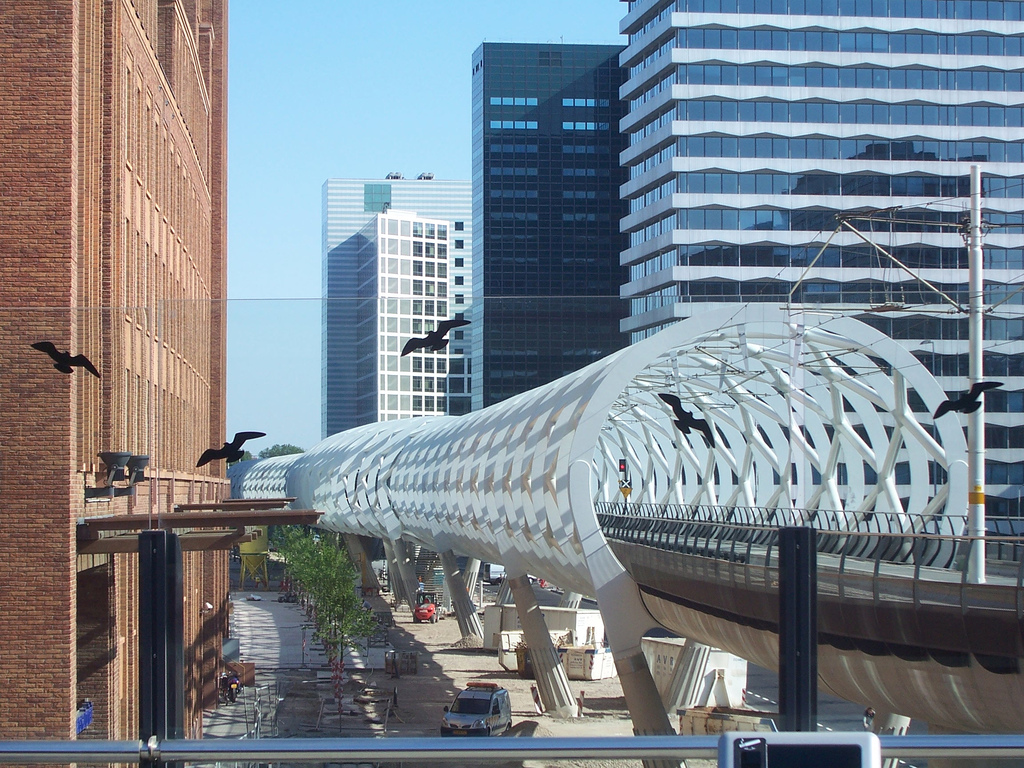
Het netkous-viaduct door het Beatrixkwartier

Het viaduct in het Beatrixkwartier, een snel gegroeide Haagse kantorenwijk, dat sinds 2006 het tramnet van de HTM verbindt met de Zoetermeerse tak van RandstadRail kreeg vanwege de vorm van de draagconstructie al snel de naam Netkous. Het bouwwerk in de Prinses Beatrixlaan van architectenbureau Zwarts & Jansma heeft een 400 meter lange ovale vakwerkconstructie die beide sporen omvat. Deze sterke constructie liet relatief grote overspanningen tot 50 meter toe.

#### Oosterheemtracé

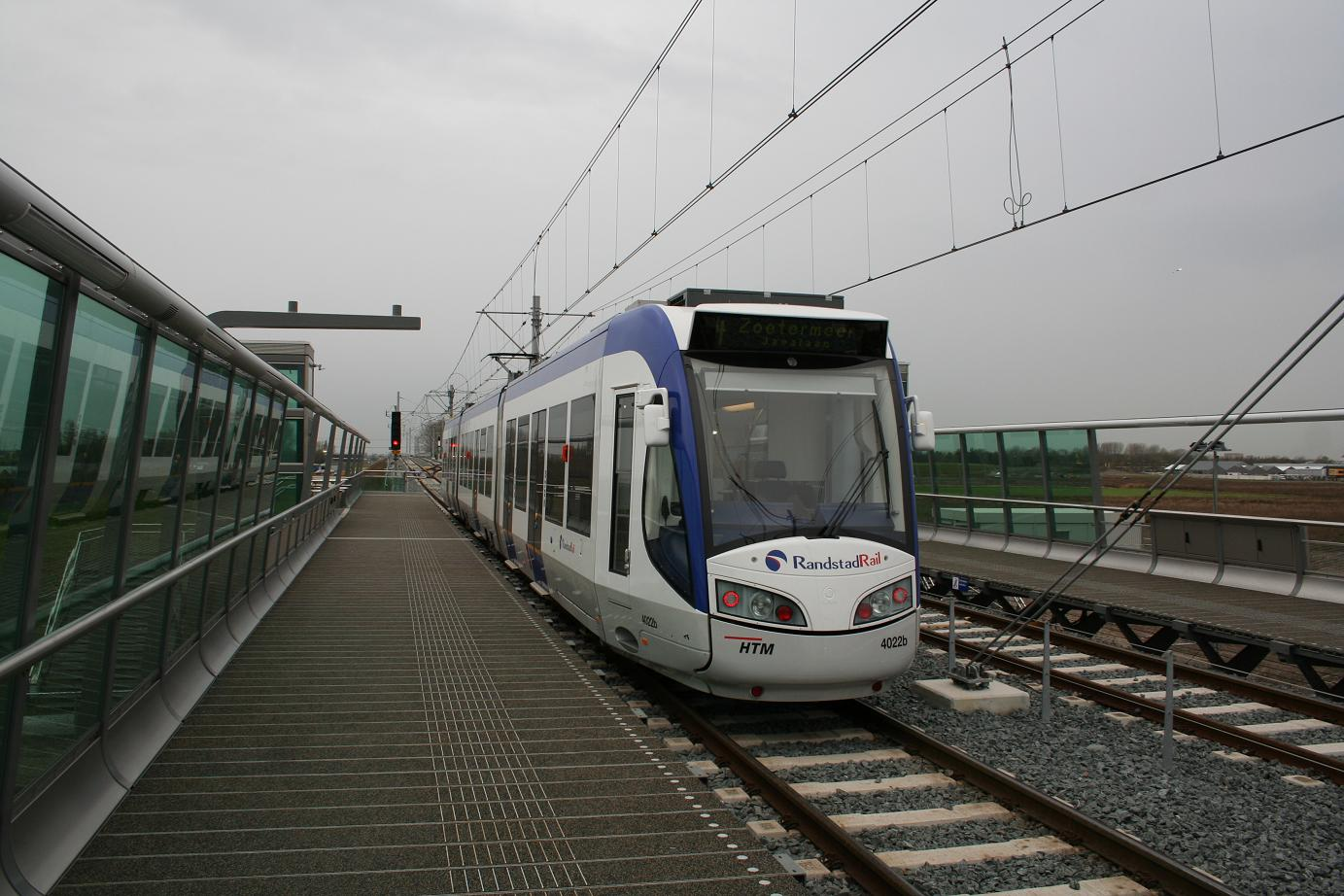
Een tram aan het voorlopige eindpunt in Zoetermeer Oosterheem.

Het Oosterheemtracé is een 3,5 km lange aftakking in de voormalige Zoetermeer Stadslijn bij station Seghwaert die een verbinding geeft naar de nieuwbouwwijk Oosterheem. Aan het tracé liggen vijf haltes: Willem Dreeslaan, Oosterheem, Javalaan, Van Tuyllpark en de eindhalte station Lansingerland-Zoetermeer. Dit traject is onderdeel van RandstadRail 4.
Het tracé ligt gedeeltelijk op een dijklichaam, maar voor het grootste gedeelte op een viaduct en loopt midden door de wijk. De perrons zijn vanaf de straat bereikbaar via trappen of met een lift. Het aanvankelijke eindpunt aan de Javalaan bestaat uit een tweesporige halte met aan beide zijde perrons. Daarachter lagen twee opstelsporen waarbij het baanvak eindigde met een viaduct over een sloot in een weiland. Het tracé is op 19 mei 2019 verlengd naar station Lansingerland-Zoetermeer aan de spoorlijn Gouda – Den Haag op de grens van Lansingerland en Zoetermeer met de tussengelegen halte Van Tuyllpark.

#### Statenwegtracé

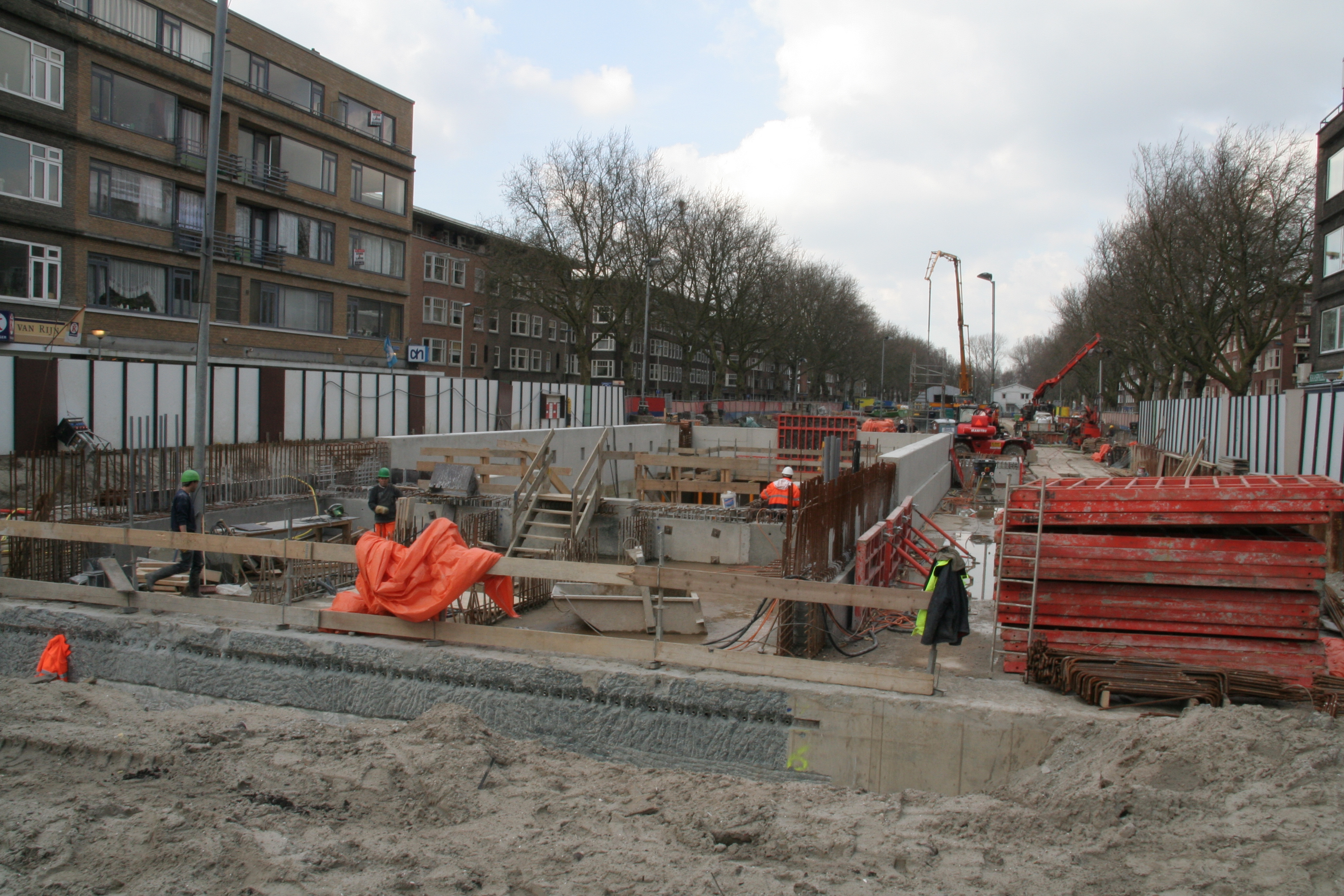
Station Blijdorp in aanbouw, maart 2009.

De metro tussen Den Haag Centraal en Rotterdam maakte tot 17 augustus 2010 gebruik van het uit het begin van de twintigste eeuw stammende Hofpleinlijnviaduct door Rotterdam. Vanaf die datum verlaat de lijn na de voormalige halte Rotterdam Kleiweg het Hofpleinlijntracé. Tussen deze plek, bij het Franciscus Gasthuis, en metrostation Rotterdam Centraal is een tunnel van 2,4 km geboord, bestaande uit twee enkelsporige tunnelbuizen, die de naam Statenwegtracé heeft gekregen.
Halverwege de tunnel is in de wijk Blijdorp en bij de gelijknamige dierentuin het gelijknamige station Blijdorp gebouwd. Bij het bestaande metrostation Rotterdam Centraal sluit de lijn aan op het Rotterdamse metronetwerk. Sinds 11 december 2011 rijden de metro's vanuit Den Haag over het tracé van metrolijn D door naar metrostation Slinge.

#### ZoRo-busbaan

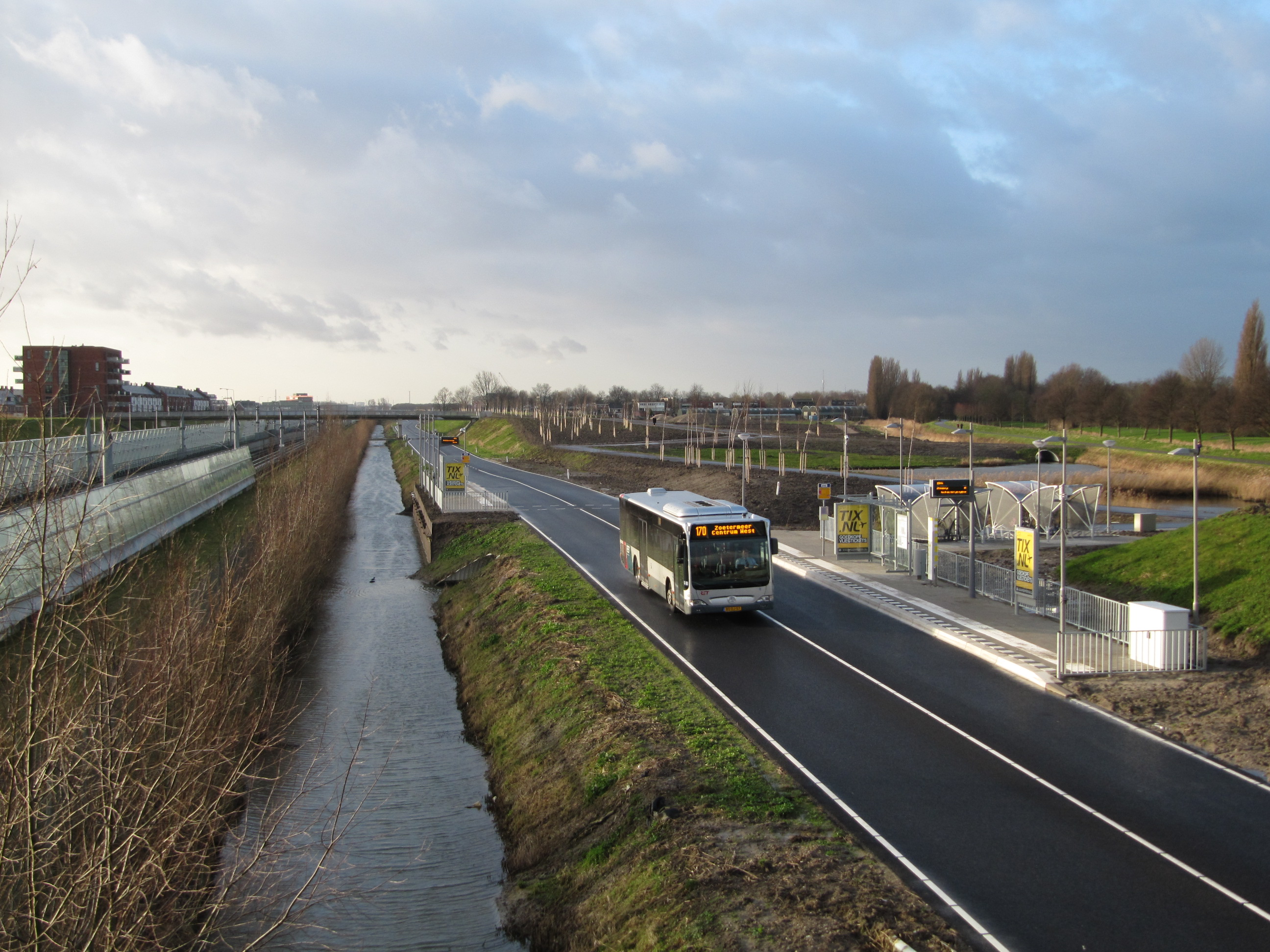
De ZoRo-busbaan langs de HSL Zuid.

Voor de ZoRo-bus werd in 2011 en 2012 een kilometerslange vrijliggende busbaan aangelegd tussen de rand van Zoetermeer en metrostation Rodenrijs. Deze busbaan werd grotendeels aangelegd parallel aan het tracé van de HSL Zuid. ZoRo staat voor Zoetermeer-Rotterdam. Het is de bedoeling dat rond 2035 dit alsnog een lightrailverbinding wordt, tussen Rotterdam en Zoetermeer, wellicht doorgaand naar Den Haag.

### Aanpassingen aan bestaande tracés

#### Verdiepte aanleg Pijnacker Centrum
Ter vervanging van het iets zuidelijker gelegen NS-station is in Pijnacker een nieuw, verdiept station Pijnacker Centrum gebouwd. Hierdoor kon een ongelijkvloerse kruising met de drukke Oostlaan gerealiseerd worden. Tijdens de bouw is om de bouwlocatie heen een tijdelijk enkelsporig hulpspoor aangelegd, omdat de werkzaamheden plaatsvonden op het oorspronkelijke traject. Het nabijgelegen Emmapark werd gebruikt als opslaglocatie.

#### Kruising met N470
De overweg in de Groene Kade, even ten zuiden van de halte Pijnacker Zuid, is vervallen. Ten behoeve van de kruising met de provinciale weg N470, die in april 2008 in gebruik is genomen, is een tunnel aangelegd.

#### Haags tramnet
De op Den Haag gerichte tramlijnen uit Zoetermeer maken in Den Haag gebruik van het reeds bestaande netwerk van de HTM. Omdat de 2,65 meter brede trams van RandstadRail 30 centimeter breder zijn dan de stadstrams, zijn de perrons op de trajecten van RandstadRail smaller gemaakt. Tevens zijn de haltes waar nodig opgehoogd om een gelijkvloerse instap mogelijk te maken. Hierdoor kunnen ook rolstoel- en rollatorgebruikers alsmede andere invaliden gemakkelijk in RandstadRail in- en uitstappen. Op een aantal plekken was het niet mogelijk de bestaande zijperrons te handhaven, waardoor daar middenperrons zijn gebouwd.
Omdat het materieel voor RandstadRail bestaat uit tweerichtingvoertuigen en er ter plaatse geen andere lijnen komen, is de keerlus bij het Arnold Spoelplein in de Haagse wijk Loosduinen vervangen door een kopeindpunt.
Omdat het stadstramtraject van de Haagse lijn 6, die gedeeltelijk door RandstadRail zou worden vervangen, door de smalle en drukke Hobbemastraat als vertragingsgevoelig bekendstaat, werd besloten RandstadRail via de Apeldoornselaan te laten lopen, waar een nieuw tracé werd aangelegd.
Voor spitsdiensten tussen Zoetermeer Oosterheem en het centrum van Den Haag werd in de Monstersestraat een kopeindpunt aangelegd.

#### Haagse tramtunnel

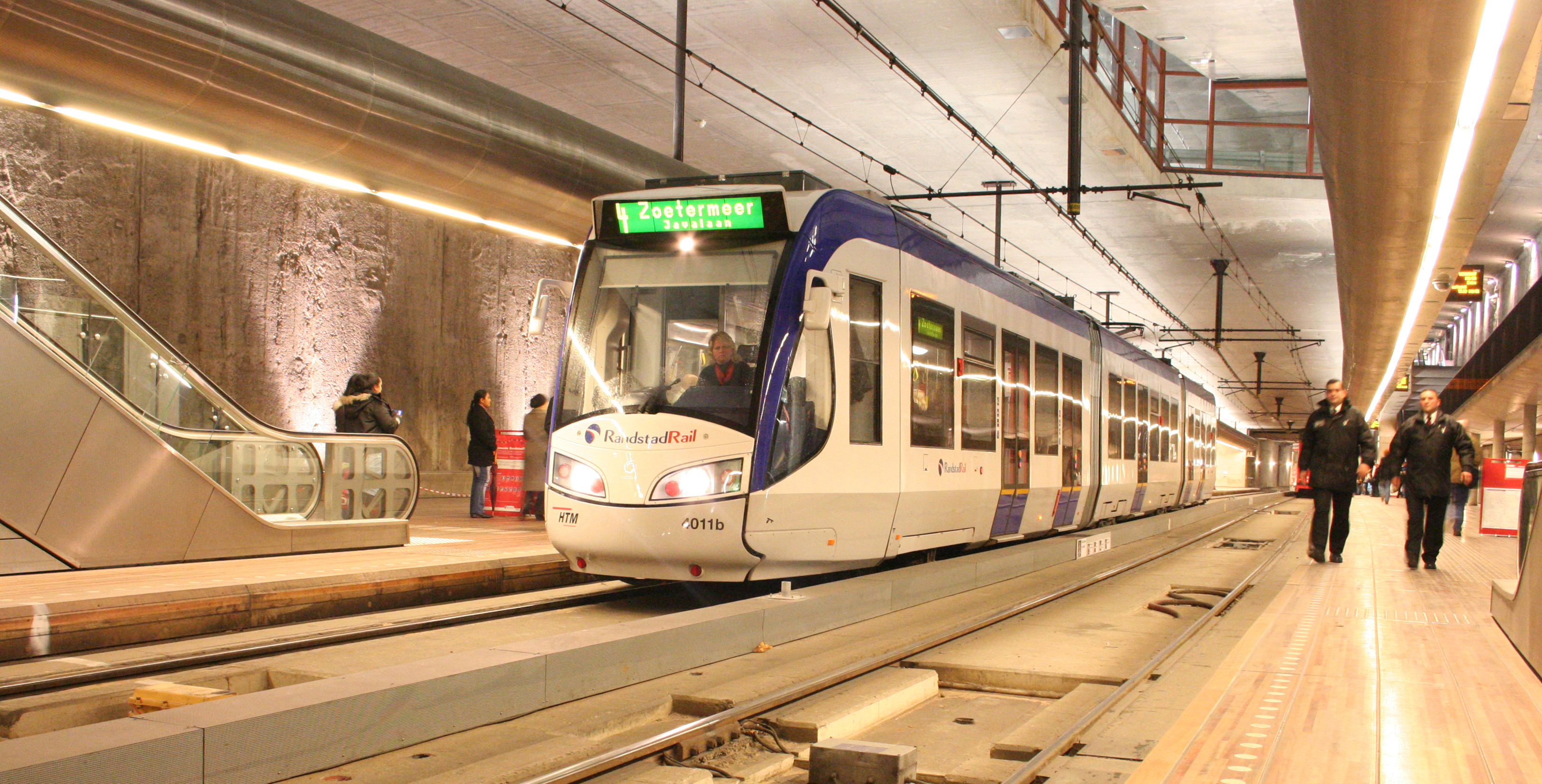
Tramtunnel bij de halte Spui.

Mede ter verbetering van de doorstroming van RandstadRail is door het centrum van Den Haag onder de Kalvermarkt, de Grote Marktstraat en de Prinsegracht een dubbelsporige tramtunnel aangelegd; deze tunnel werd in 2004 geopend. Ook de stadstramlijnen van en naar Leidschendam maken gebruik van deze tunnel, die twee haltes heeft.

#### Aanpassingen aan de perrons
Om een gelijkvloerse instap mogelijk te maken tussen de perrons en de voertuigen van RandstadRail moesten alle bestaande haltes worden aangepast. De aan de Zoetermeer Stadslijn gelegen perrons moesten worden verlaagd naar 420 mm, de vloerhoogte van de RegioCitadis, met uitzondering van de halte Stadhuis. Daar is alleen het spoor verhoogd. De stations aan de Erasmuslijn moesten juist enkele centimeters worden verhoogd. De vijf stations die aan beide lijnen liggen en derhalve worden aangedaan door twee verschillende typen voertuigen met elk een aparte vloerhoogte zijn voorzien van een perron met hoogteverschillen. Aan de Haagse zijde bevinden zich de lagevloerperrons, aan de Rotterdamse zijde de hoge.
Alle stations zijn voorzien van DRIM's. Deze dynamische reisinformatiepanelen, die al eerder zijn toegepast bij de Rotterdamse metro, tonen de eerstvolgende twee of drie voertuigen met vermelding van lijn, bestemming en vertrektijd. Er kunnen ook tekstberichten over bijvoorbeeld versperringen of acties worden getoond.
In het kader van de sociale veiligheid zijn de perrons voorzien van camera's. De tunnel tussen Melanchthonweg en Rotterdam Centraal kreeg samen met het ondergrondse station Blijdorp ruim 130 camera's.

### Nieuwe haltes aan bestaande tracés

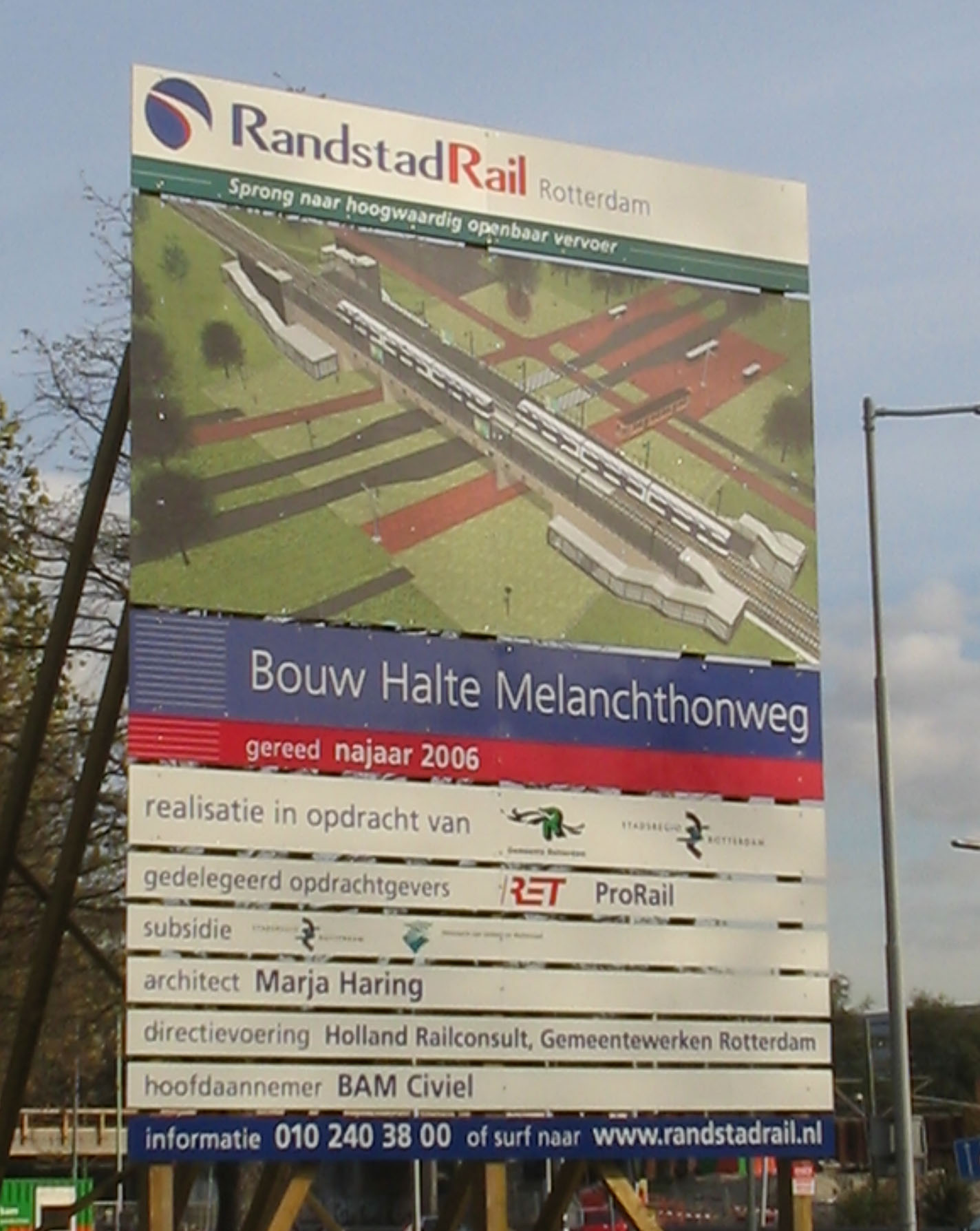
De nieuwe halte Melanchthonweg in aanbouw.

Om nieuwe woonkernen beter te kunnen ontsluiten met het openbaar vervoer en betere overstapmogelijkheden te bieden is voor RandstadRail een aantal nieuwe haltes geopend.
- Station Blijdorp werd in augustus 2010 geopend. Het station ligt in de tunnel die het Hofpleinlijntracé nabij station Melanchthonweg verbindt met het Rotterdamse metronetwerk.
- Station Melanchthonweg werd geopend voor lijn E ter vervanging van station Rotterdam Kleiweg om betere overstapmogelijkheden op tram en bus te bieden.
- Station Meijersplein/Airport werd in mei 2010 geopend voor lijn E ter vervanging van station Rotterdam Wilgenplas om de toekomstige wijk Polder Zestienhoven beter te kunnen bedienen.
- Station Berkel Westpolder werd in december 2008 geopend voor lijn E in de nieuwbouwwijk Westpolder/Bolwerk in de gemeente Lansingerland.
- Station Pijnacker Zuid werd geopend voor lijn E ten zuiden van de wijk Klapwijk in Pijnacker.
- Station Nootdorp werd geopend voor lijn E als opstapplek voor bewoners en werknemers van de wijken 's-Gravenhout en Grote Driehoek.
- Station Leidschenveen werd geopend voor de lijnen 3, 4 en E in de wijk Leidschenveen in de gemeente Den Haag. De halte biedt overstapmogelijkheden van lijn E op 3 en 4 en op tramlijn 19 die 4 juli 2010 is gaan rijden. Sinds 2020 ook Randstadrail lijn 34.
- Station Forepark werd geopend voor bewoners van de wijk Leidschenveen en werknemers voor het gelijknamige bedrijventerrein. De lijnen 3, 4, 34 en E stoppen op dit station.
- Station Voorweg Hoog werd geopend voor lijn 3 op de plek waar de lus door Zoetermeer zichzelf kruist om een overstap te bieden op station Voorweg Laag, waar reizigers met de lijnen 3 en 4 en 34 sneller richting Den Haag kunnen reizen. Eerst was er alleen station Voorweg laag (dit station heette toen Voorweg), in 2006 is er een nieuw station boven het toenmalige Voorweg gebouwd en werd Voorweg opgesplitst in Voorweg Hoog en Voorweg Laag.

### Stallingsruimte
Om de trams en metro's van RandstadRail te stallen is een aantal nieuwe locaties in gebruik genomen en zijn andere uitgebreid.
- De tramremise Zichtenburg is uitgebreid, waardoor 25 RegioCitadis-voertuigen hier gestald kunnen worden. Ook de Centrale Tramwerkplaats van de HTM is hier gevestigd.[28]
- Bij de Nedtrain-werkplaats in Leidschendam is een 6-tal sporen in gebruik voor RandstadRail.[19]

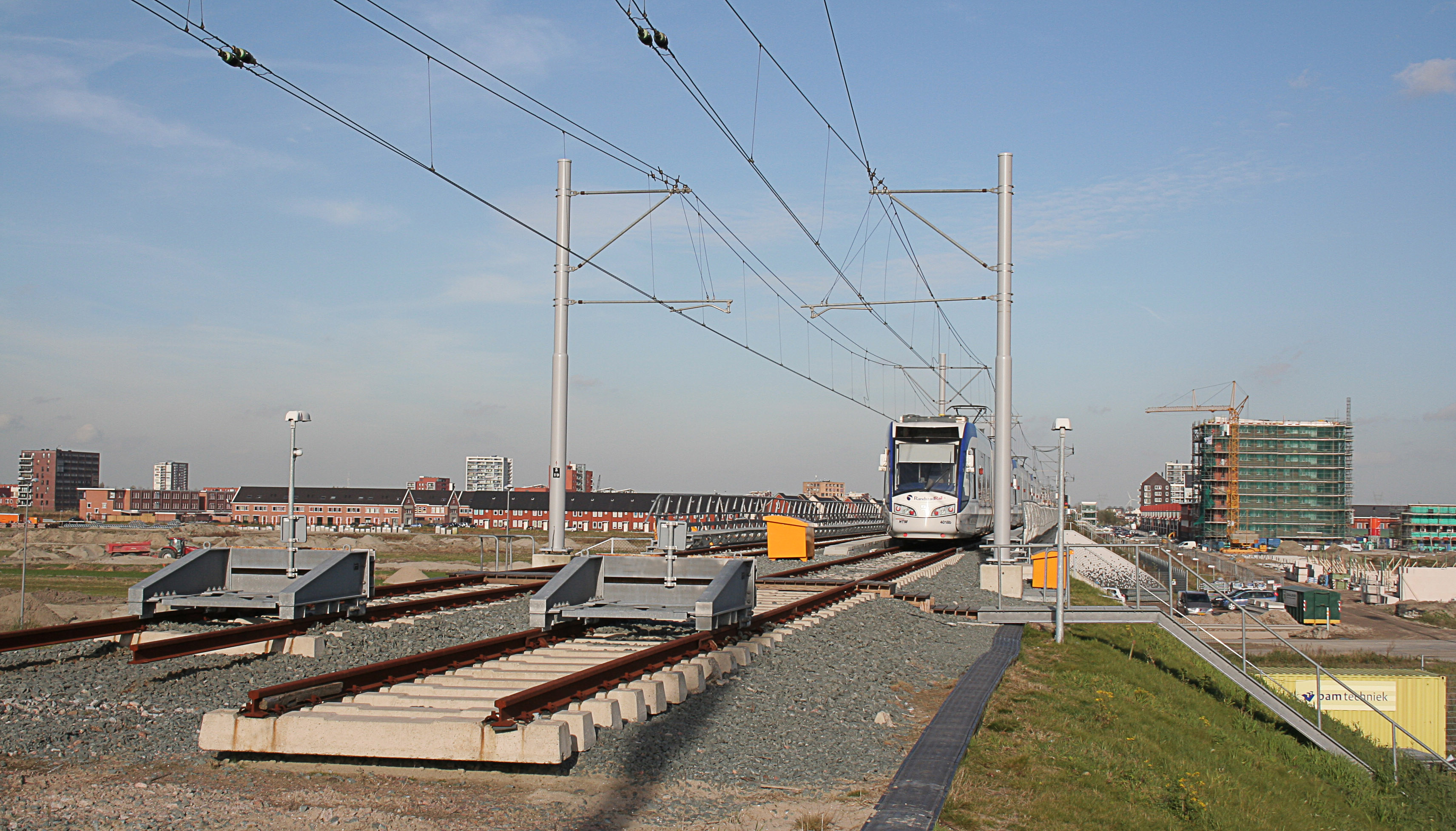
De sporen in Zoetermeer Oosterheem die niet voor de dienst in gebruik zijn dienen als stalling. Met hoge hekken en cameratoezicht wordt gepoogd graffitispuiters tegen te houden. Inmiddels is de lijn hier verlengd.

- Aan het eindpunt van RandstadRail 4 in Zoetermeer Oosterheem is een stalling voor enkele voertuigen; hekken en camera's moeten kwaadwillenden hier tegenhouden. Een gedeelte van deze stalling ligt op een viaduct over de Olof Palmelaan. Voor het rijdend personeel is er een afgesloten parkeerplaats en een aantal keten. Deze sporen zijn als dienstspoor in gebruik genomen toen lijn 4 werd doorgetrokken naar station Lansingerland-Zoetermeer aan de spoorlijn tussen Gouda en Den Haag in 2019. Tot die verlenging was in 2008 besloten.[29]
- Het metro emplacement Waalhaven van de RET is tussen 28 januari en 1 augustus 2008 uitgebreid. Door aan de centrumzijde van het remisecomplex 10 sporen (de sporen 121 tot 130) 80 meter te verlengen kunnen 21 metrostellen van het type RSG3 hier extra worden opgesteld, naast de dienstvoertuigen van de Erasmuslijn naar Spijkenisse.[30] Deze werkzaamheden zijn uitgevoerd door de RET, Strukton, Siemens en Cegelec Railinfra.

### Spoorbeveiliging
Ter voorkoming van botsingen tussen de sneltrams en andere voertuigen of personen zijn er diverse veiligheidsmaatregelen bij RandstadRail gemaakt.
- Voor 45 miljoen euro[31] hebben de bedrijven Grontmij in Den Haag en Siemens/BAM op het overige traject een beveiligingssysteem aangelegd. De eerste periode na de ingebruikname van de Zoetermeerse lijn werd op een gedeelte van het traject op zicht gereden. De maximumsnelheid was daardoor beperkt tot 70 km/h. Het beveiligingssysteem is zo ingericht dat de trams automatisch remmen bij een overschrijding van de maximumsnelheid of bij door rood rijden. RandstadRail telt buiten het stadstraject in Den Haag 66 wisselverbindingen.

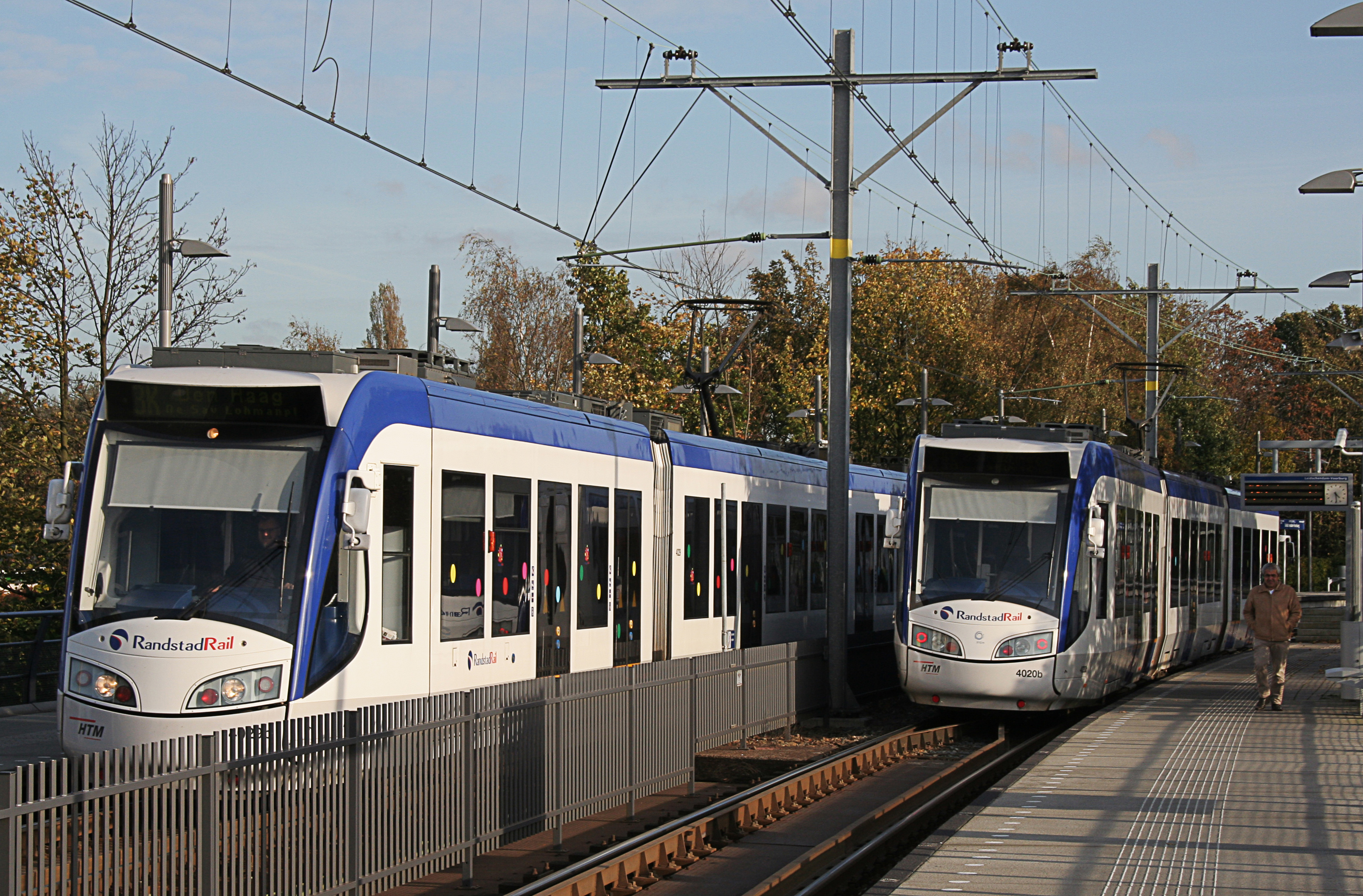
Een hek als beveiliging tussen de sporen bij Station Leidschendam-Voorburg.

- Op het traject tussen Den Haag Laan van NOI en Zoetermeer is ter hoogte van de laaggelegen perrons tussen de sporen een hek geplaatst. Dit hek moet personen ervan weerhouden om het spoor over te steken, wat aanrijdingen kan veroorzaken. Het oversteken is tevens als overtreding strafbaar gesteld met een boete van 60 euro.[32]
- Men maakt gebruik van het spoorbeveiligingssysteem ZUB 222c. Dit systeem wordt ook toegepast in Stuttgart[33] en Santo Domingo.[34] Az S 350 U is het assenteller-systeem van Siemens dat voor de bezetmeldingen wordt gebruikt.[35]
- Calamiteitenorganisatie RandstadRail (CARR).[36] In juli 2006 is de Calamiteitenorganisatie RandstadRail ontwikkeld en is er een Calamiteitenplan opgesteld.
- Voor de veiligheid werd de overweg op de voormalige Zoetermeerlijn bij de Roeleveenseweg vervangen door een tunnel. Op de voormalige Hofpleinlijn zijn er anno 2022 echter nog twee oude overwegen; bij de Polderweg en bij de Kleiweg. Daarnaast werd de overweg bij station Nootdorp vernieuwd, en kwamen er drie oversteekplaatsen voor voetgangers die als trein-overweg beveiligd zijn (een bij Pijnacker en twee bij Pijnacker Zuid).

## Ombouwperiode en ingebruikname

### Afscheid oude spoorlijnen
Op 25 mei 2006 werd er officieel afscheid genomen van de Zoetermeer Stadslijn en Hofpleinlijn. Op laatstgenoemde lijn werden extra ritten gereden met divers materieel: Plan T, Plan U, ICM en Mat '24. Op 3 juni 2006 werden beide spoorlijnen buiten gebruik gesteld. Reeds eerder werden diverse palen en borden verwijderd. De laatste treinritten op beide lijnen werden voor belangstellenden gereserveerd.

### RandstadRail vervangend busvervoer
In de periode dat er geen treinen meer reden en RandstadRail nog niet in gebruik was, werd er gebruikgemaakt van busdiensten. Er reed een aantal lijnen op verscheidene trajecten. Reizigers tussen Den Haag en Zoetermeer Centrum-West konden gebruikmaken van een snelbuslijn 5 tussen beide plaatsen. Op Zoetermeer Centrum-West kon worden overgestapt op andere buslijnen naar de diverse stopplaatsen in Zoetermeer. Tussen Den Haag en Rotterdam reed buslijn 8.
Deze diensten werden gereden door HTM. Dit bedrijf huurde daarvoor divers materieel en ook buitenlands personeel in, maar reed ook diensten met eigen bussen.

### Gedeeltelijke ingebruikname
Op 3 september 2006 zou RandstadRail volgens de oorspronkelijke planning gaan rijden. Door tegenslagen met de stroomvoorziening was er onvoldoende tijd geweest om de veiligheid van het spoor en de voertuigen te testen, daarom besloten het stadsgewest Haaglanden en de stadsregio Rotterdam de start van RandstadRail uit te stellen.
Op 10 september werd metrolijn E (toen nog Erasmuslijn) gedeeltelijk in gebruik genomen op het traject Rotterdam Hofplein – Nootdorp.

### Problemen met ingebruikname
De ingebruikname van de nieuwe lijnen van RandstadRail verliep problematisch. De invoering van RandstadRail leidde ertoe dat reizigers werden geconfronteerd met de langste exploitatieverstoring in Nederland sinds 1945: gedurende 17 maanden na het beëindigen van de exploitatie door de Nederlandse Spoorwegen en 14 maanden na de geplande opleveringsdatum waren reizigers tussen Den Haag en Zoetermeer op vervangend busvervoer aangewezen. Een kort overzicht met de belangrijkste punten volgt onderstaand:
2006
- Op 29 oktober was RandstadRail 4 gaan rijden op het traject Oosterheem (Javalaan) – Monstersestraat. Deze exploitatie bleef last houden van storingen. Vervangende busdiensten bleven voor het vervoer op de overige trajecten zorgen.
- Op 3 en 4 november ontspoorde een voertuig van RandstadRail vlak bij Den Haag Centraal. Later bleek dat dit was veroorzaakt door slijtage aan het spoor.
- Op 11 november ging metrolijn E rijden op het traject Rotterdam Hofplein – Den Haag Centraal.
- Na twee ontsporingen op 29 november bij Forepark (RET-materieel) en nabij Ternoot (HTM-materieel) werd al het verkeer van RandstadRail door de Inspectie Verkeer en Waterstaat (IVW) tot nader order stilgelegd. Alleen metrolijn E mocht blijven rijden op het trajectgedeelte Rotterdam Hofplein – Nootdorp. Het metrostel van de RET was ontspoord vanwege een defect aan een wissel. De tram van de HTM was waarschijnlijk ontspoord vanwege de te geringe bewegingsruimte tussen de wielen en de rails. Reizigers werden vervoerd met vervangend busvervoer.

2007
- Op 12 januari 2007 werd bekend dat nabij halte Ternoot een deel van het spoor vervangen moest worden. Daarnaast waren er in ten minste tien wissels beschadigingen ontdekt. In Zoetermeer waren veel klachten over het vervangend vervoer, dat naar schatting € 150.000 à 200.000 per week kostte, inclusief gederfde inkomsten.
- Op 12 februari werd RandstadRail 3 in gebruik genomen op het traject Loosduinen – Centraal Station.
- Op 8 mei kwam een rapport van de IVW uit (het onderzoek was uitgevoerd door TNO): de controle op de veiligheid was 'in brede zin' niet in orde. Wissels waren bij de aanleg al beschadigd geraakt, wat niet opgemerkt was, bij de verkeersleiding waren veel technische storingen en de training van de dienstleiders was onvoldoende. Daarbij was er een gebrekkige communicatie tussen bestuurders en dienstleiders.[37]
- Op 16 mei werd RandstadRail 4 in gebruik genomen op het traject Centraal Station – De Uithof.
- Op 3 september ging metrolijn E weer met passagiers rijden op het gehele traject Rotterdam Hofplein – Den Haag Centraal. Tegelijk werd ook de nieuwe halte Forepark in gebruik genomen.
- Vanaf 8 oktober bereed RandstadRail 4 het gehele traject De Uithof – Zoetermeer Javalaan.
- Op 20 oktober nam RandstadRail 3 het trajectgedeelte Den Haag Centraal – Zoetermeer Seghwaert in gebruik. Vanaf 27 oktober bereed deze lijn het gehele traject Loosduinen – Zoetermeer Centrum-West.

Het vervangende busvervoer bleef nog deels rijden in Zoetermeer, tot 2 november. Door de ondervonden misère stond in die periode RandstadRail in het Zoetermeerse bekend als RampstadRail.

## Haags Startstation E-lijn

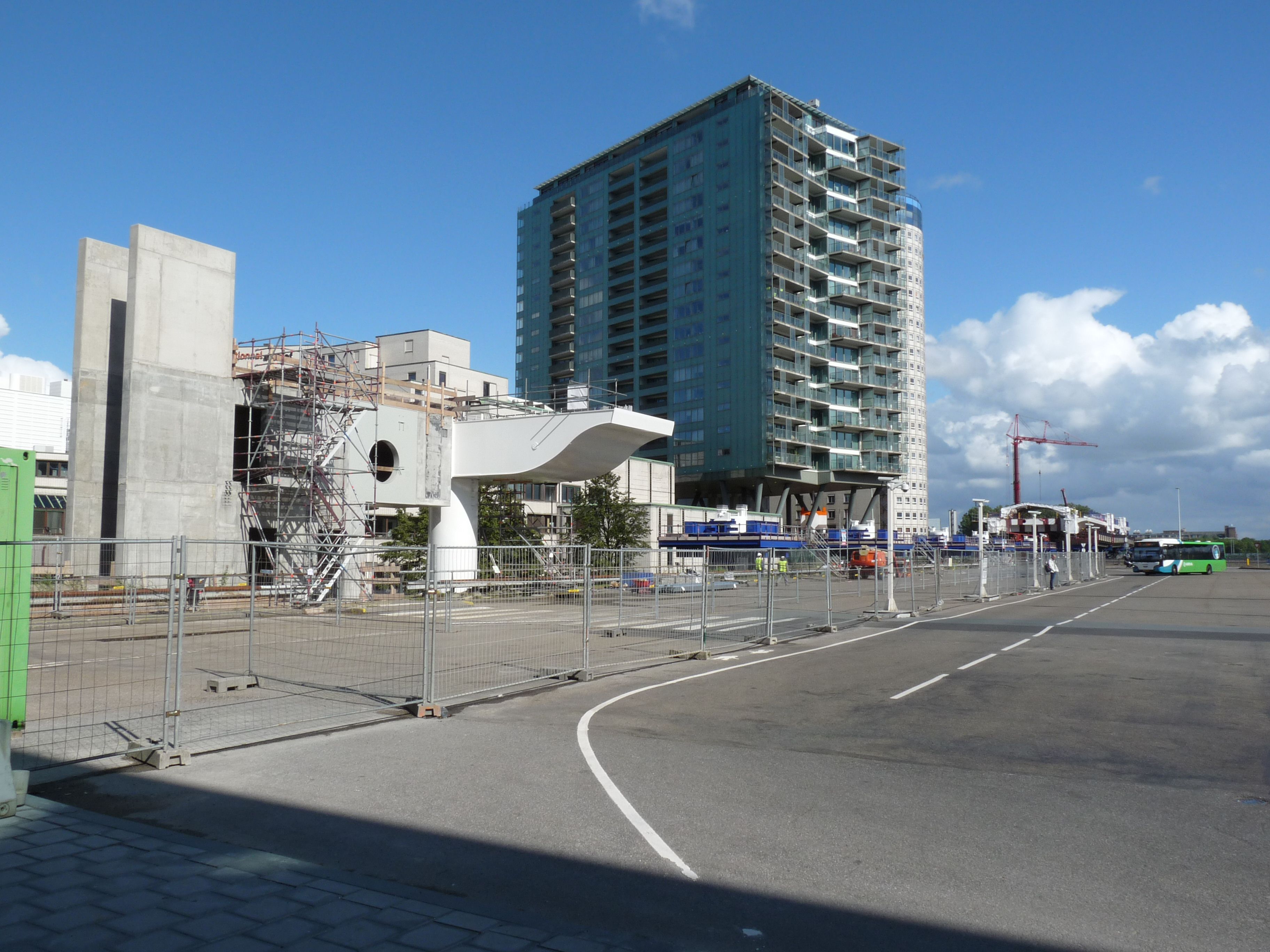
Het startstation in aanbouw, boven het busplatform

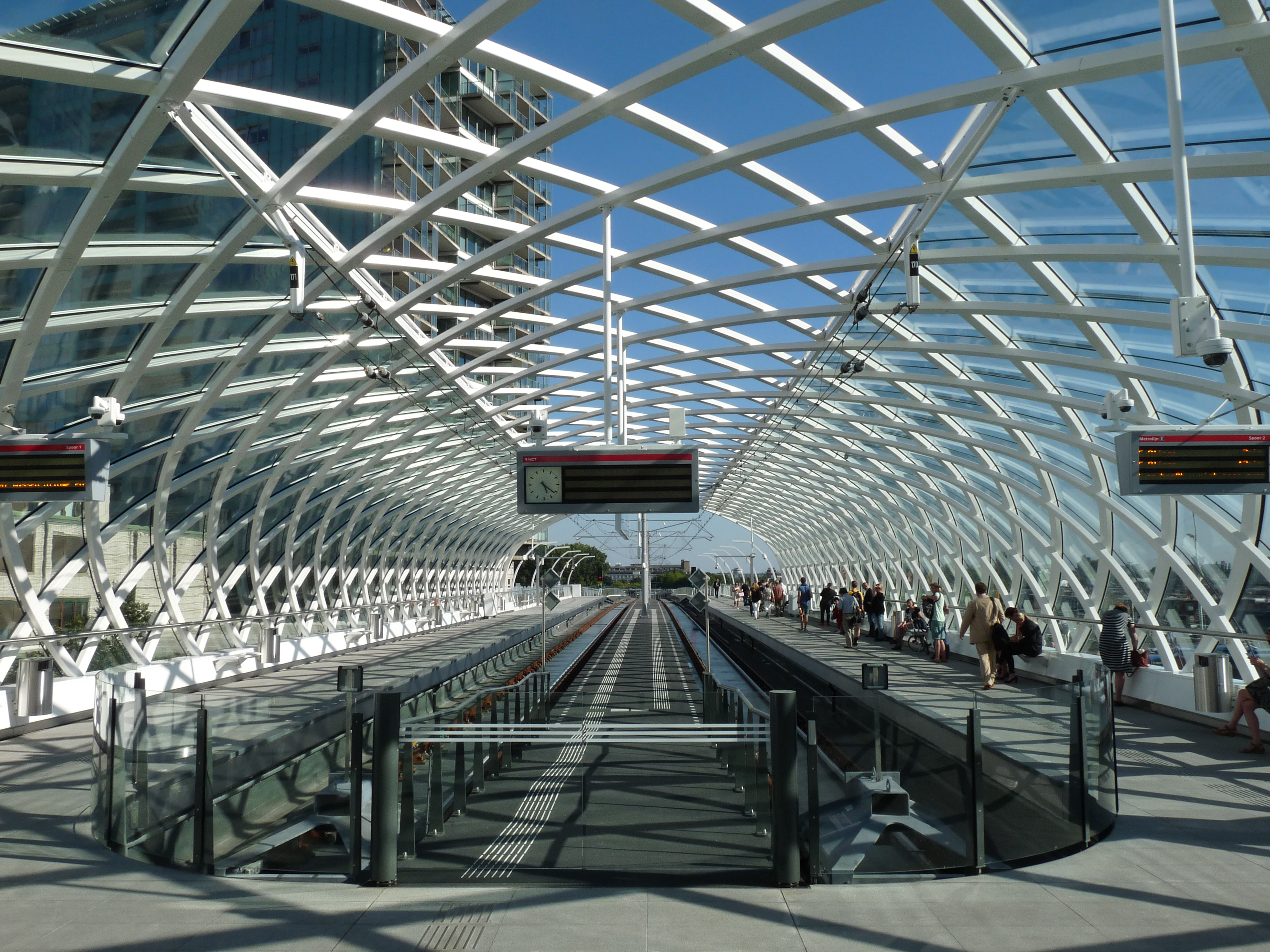
Het voltooide HSE station

Onder de naam Haags Startstation Erasmuslijn (HSE), later Haags Startstation E-lijn werd een viaduct gebouwd met twee perronsporen voor het begin- en eindpunt van metrolijn E vanuit Rotterdam boven het busplatform. Er zijn twee zijperrons voor de metro en een laag middenperron om in noodgevallen trams van RandstadRail uit Zoetermeer te kunnen laten keren. Tot de zomer van 2016 gebruikte RandstadRail daarvoor de noordelijkst gelegen sporen 11 en 12 op station Den Haag Centraal, maar die waren weer nodig voor het hoofdspoornet. In oktober 2023 zijn deze sporen nog steeds onaangesloten aanwezig, maar zijn er werkzaamheden gaande om ze weer in gebruik te nemen.
Er zijn verscheidene varianten bestudeerd om de metrolijn E op het station aan te laten komen en te laten vertrekken. In het verleden was een verlenging naar Scheveningen nog een onderdeel van het geplande netwerk van RandstadRail. Met de realisatie van het eindpunt op het busplatform is hiermee rekening gehouden door het viaduct zodanig hoog te maken dat deze over de tramsporen boven heen kan. Er is een tijd sprake geweest van een 'tunnelvariant'. Dit hield in dat er een tunnel onder spoor 11 en 12 gegraven zou worden met als einddoel een halte onder de stationshal. Echter, hoewel onder het station Den Haag Centraal in de fundering van het gebouw al rekening was gehouden met ondergrondse sporen die doorlopen onder de Koekamp, was dit niet ter plaatse van het gedachte ondergrondse eindpunt van de lijn. Door oplopende kosten, logistieke problemen en verzwaring van de regels voor tunnelveiligheid is een ander voorstel, met een hoge fly-over die over het viaduct heen gaat, uitgewerkt en goedgekeurd.
In 2015-2016 is het HSE boven het busplatform gebouwd. Op 22 augustus 2016 werd het Haags startstation E-lijn (HSE) officieel geopend.

## Exploitatie

### Lijnen
RandstadRail bestaat uit een viertal lijnen: twee tramlijnen van Den Haag naar Zoetermeer (RandstadRails 3, 4 en 34), en metrolijn E tussen Rotterdam Slinge en Den Haag Centraal. De lijnen 3 en 4 worden geëxploiteerd door de Haagse vervoermaatschappij HTM, metrolijn E door de Rotterdamse vervoermaatschappij RET.
Op alle lijnen is het verplicht met de OV-chipkaart te reizen. Voor de metrolijn E is het in- en uitchecken op de stations, terwijl voor de lijnen 3, 4, en 34 dit in het voertuig plaatsvindt. De trams van RandstadRail zijn voorzien van een kaartautomaat waar ook vervoersbewijzen te koop zijn. De metrolijn is alleen toegankelijk voor reizigers met een OV-chipkaart.
In de railvoertuigen van RandstadRail mogen reizigers, ook in de binnenstad van Den Haag, na zeven uur 's avonds en in het weekend gratis hun fiets meenemen. Deze regels zijn conform aan die van de Rotterdamse metro. Een uitzondering wordt gemaakt bij drukke evenementen.

#### RandstadRail 2(Kraayenstein - Leidschendam Leidsenhage)
RandstadRail 2 werd tijdelijk ingesteld op het traject Kraayenstein (Kraayensteinlaan) - Leidschendam Leidsenhage (HMC Antoniushove). Dit traject is onderdeel van de Haagse tramlijn 2.
Door de stagnatie van de Oosterheemverlenging en de matige vervoersgroei was er een tijdelijk overschot aan RandstadRail-voertuigen. Om deze trams nuttig te kunnen inzetten werd besloten tramlijn 2 aan te passen voor de voertuigen van RandstadRail en die aldaar in te zetten. Deze werkzaamheden zijn in 2011 uitgevoerd. Vanaf 23 april 2012 werd de dienstregeling op deze lijn overdag uitgevoerd als RandstadRail. In de praktijk verliep de omwisseling van GTL naar RR niet geheel volgens planning. De eerste dag reden er al na 17:00 geen RR-voertuigen meer. Ook op 24 april 2012 reden de RR/GTL diensten nog niet zoals gepland, door een storing in de tramtunnel. In verband met werkzaamheden op Station Den Haag Centraal werd de oude route door de binnenstad 's avonds na 22:15 uur nog tot 6 januari 2013 gereden met GTL-trams.
Niet alle haltes aan deze lijn zijn al omgebouwd en/of geschikt voor rolstoelgebruik.
Vanaf 2 november 2015 werden de RegioCitadis trams op lijn 2 geleidelijk vervangen door de nieuwe Avenio trams. Sinds 18 januari 2016 werd de RegioCitadis alleen nog tijdens de eerste en de laatste ritten van lijn 2 ingezet; het gaat dan om materieel dat via de route van lijn 2 uit- en inrukt van/naar lijn 19.
- Zie verder: RandstadRail 2.

#### RandstadRail 3(Den Haag Loosduinen - Zoetermeer Centrum-West)
RandstadRail 3 is ingesteld op het traject Loosduinen (Arnold Spoelplein) - Zoetermeer (Centrum-West). Dit traject is een combinatie van twee lijnen. Het trajectgedeelte Arnold Spoelplein – Centraal Station is overgenomen van de voormalige Haagse tramlijn 3 die opgeheven is na ingebruikname van RandstadRail 3. Het trajectgedeelte Centraal Station - Centrum West (Zoetermeer) is overgenomen van de Zoetermeer Stadslijn, een voormalige NS-spoorlijn die opgeheven is op 3 juni 2006. Er is voor RandstadRail 3 één nieuwe tracédeel gebouwd: tussen het Ternootviaduct en station Laan van Nieuw Oost-Indië is de Netkous als verbinding aangelegd (mede gebruikt door RandstadRail 4).
Frequentie: Lijn 3 rijdt in de vroege ochtend elke 15 minuten, overdag elke 10 minuten en in de avond elke 15 minuten. Sinds 20 oktober 2008 wordt de lijn in de spits ondersteund door lijn 3K(ort), die sinds 11 december 2011 lijn 3 heet, die rijdt tussen De Savornin Lohmanplein en Centraal Station. Deze keert op het keerspoor in Centraal station. Om dit keerspoor te bereiken rijden de versterkingsdiensten op de middensporen van de halte Centraal Station, die de RandstadRail-voertuigen normaal niet gebruiken. Op dit traject rijdt in de spits elke 5 minuten een tram.
- Zie verder: RandstadRail 3.

#### RandstadRail 4(Den Haag De Uithof - Station Lansingerland-Zoetermeer)
RandstadRail 4 is ingesteld op het traject Den Haag (De Uithof) - Station Lansingerland-Zoetermeer. Dit traject is een combinatie van twee lijnen. Het trajectgedeelte De Uithof - Leyenburg is overgenomen van de Haagse tramlijn 6 die ingekort is na ingebruikname van RandstadRail 4. Het trajectgedeelte Centraal Station – station Seghwaert is overgenomen van de Zoetermeer Stadslijn, een voormalige NS-spoorlijn die opgeheven is op 3 juni 2006. Er zijn voor RandstadRail 4 drie nieuwe tracédelen gebouwd. Op de Apeldoornselaan is een verbinding gemaakt tussen de Escamplaan en de Loosduinseweg, tussen het Ternootviaduct en station Laan van Nieuw Oost-Indië is de Netkous als verbinding aangelegd (mede gebruikt door RandstadRail 3) en in Zoetermeer is een verlenging Seghwaert - Javalaan en in 2019 Javalaan - Lansingerland aangelegd. Aan het einde van de verlengde lijn sluit bevindt zich nu een vervoerknoop dat bestaat uit de halte van RandstadRail op een viaduct boven de A12 en het station Lansingerland-Zoetermeer aan de Goudse lijn.
Frequentie: Lijn 4 rijdt in de vroege ochtend elke 15 minuten, overdag elke 10 minuten en in de avond elke 15 minuten. Sinds 20 oktober 2008 wordt de lijn in de spits ondersteund door lijn 4K(ort), die sinds 11 december 2011 lijn 4 heet, die rijdt tussen de Monstersestraat in Den Haag en Zoetermeer-Lansingerland. Op dit traject rijdt in de spits elke 5 minuten een dubbele (gekoppelde) tram, op het gemeenschappelijke traject met lijn 3 tussen de tramtunnel en Seghwaert gemiddeld elke 2,5 minuut.
- Zie verder: RandstadRail 4.

#### Omleidingsroutes
Indien het traject bij het Station Den Haag Centraal en de bijhorende tramtunnel buiten dienst is, worden RandstadRail 3 en 4 geknipt. Alle trams uit Zoetermeer en Leidschendam keren dan bij Station Laan van NOI. Aan de stadszijde rijden RandstadRail 3 en 4 de binnenstadlus.
Bij werkzaamheden op de Krakeling (de lus) in Zoetermeer rijden de trams van lijn 3 meestal de lus maar in één richting, zodat het ander spoor vrij is om werkzaamheden uit te voeren. In Zoetermeer wordt er dan niet gekeerd maar doorgereden, zoals vroeger de treinen reden.

#### Metrolijn E(Den Haag Centraal - Rotterdam Slinge)

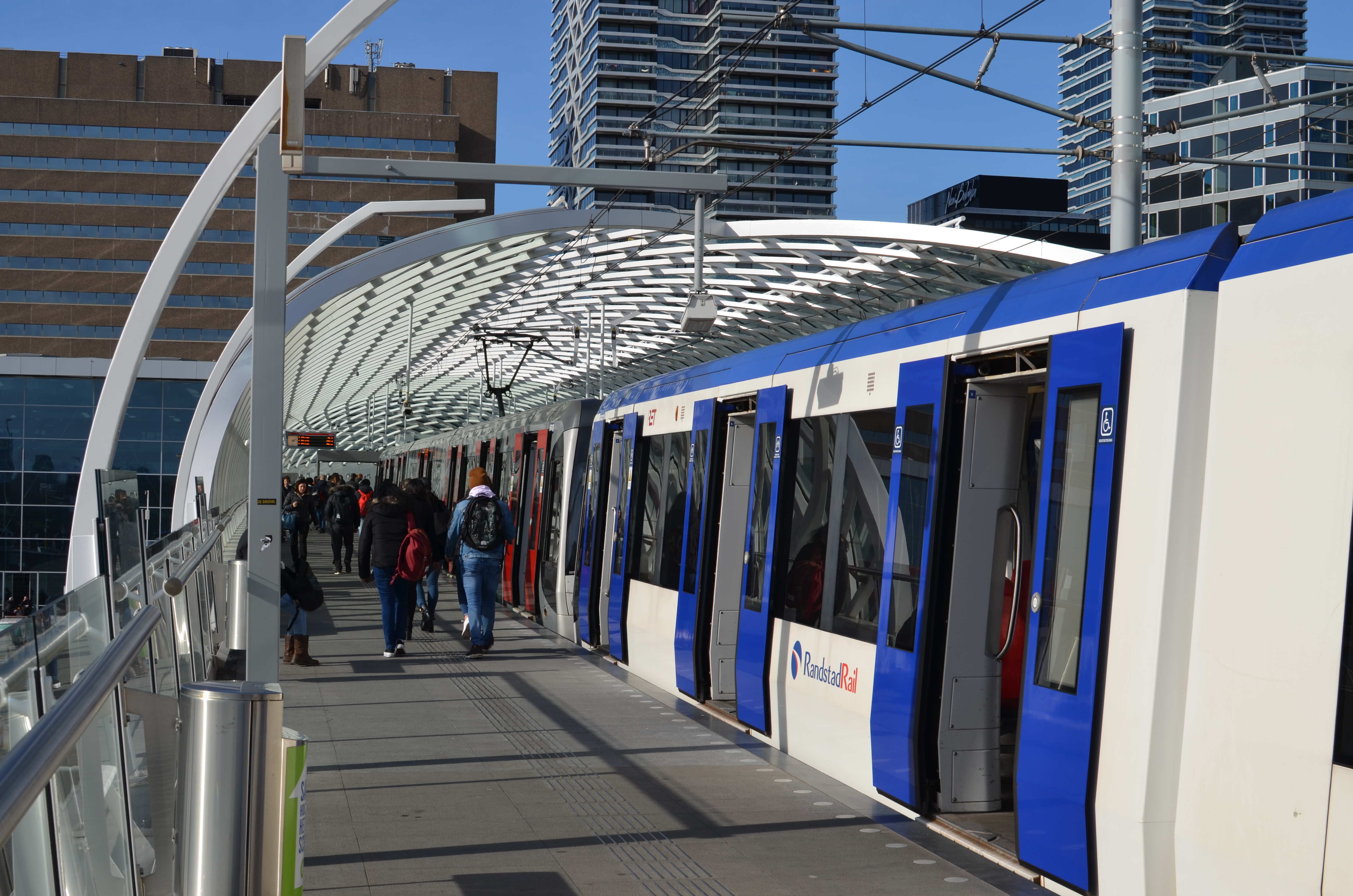
Dubbel metrostel van de RET E-lijn op eindhalte Den Haag Centraal.

De lijn is in 2006 onder de naam RandstadRail Erasmuslijn ingesteld op het traject Den Haag Centraal - Rotterdam Hofplein. Dit tracé werd overgenomen van de Hofpleinlijn, een voormalige NS-spoorlijn die opgeheven is op 3 juni 2006. Sinds 13 december 2009 wordt de lijn aangeduid als RandstadRail Metrolijn E. Melanchthonweg is het station waar omgeschakeld wordt van een derde rail-stroomvoorziening voor de Rotterdamse metro naar een stroomvoorziening met bovenleiding en omgekeerd.
De lijn is sinds 17 augustus 2010 met een tunnel, het Statenwegtracé, aangesloten op de Rotterdamse metro en rijdt niet meer via het Hofpleinviaduct.
Frequentie: Metrolijn E rijdt in de vroege ochtend elke 15 minuten, overdag elke 10 minuten en in de avond elke 15 minuten.
- Zie verder: Metrolijn E

#### Metrolijn D(Spijkenisse De Akkers - Pijnacker Zuid)
Door de nieuwe keervoorziening bij Pijnacker Zuid is het mogelijk extra metro's op het deel tussen Pijnacker en Rotterdam Centraal te laten rijden. Deels wordt dit gedaan voor het verlengen van enkele ritten op lijn D. Hoewel de RET dit al wel in alle publicaties heeft opgenomen is anno september 2023 nog niet bekend wanneer lijn D daadwerkelijk gaat doorrijden.
Frequentie: Nog niet bekend
- Zie verder: Metrolijn D

#### Buslijn 170(Zoetermeer Centrum-West - Rodenrijs)

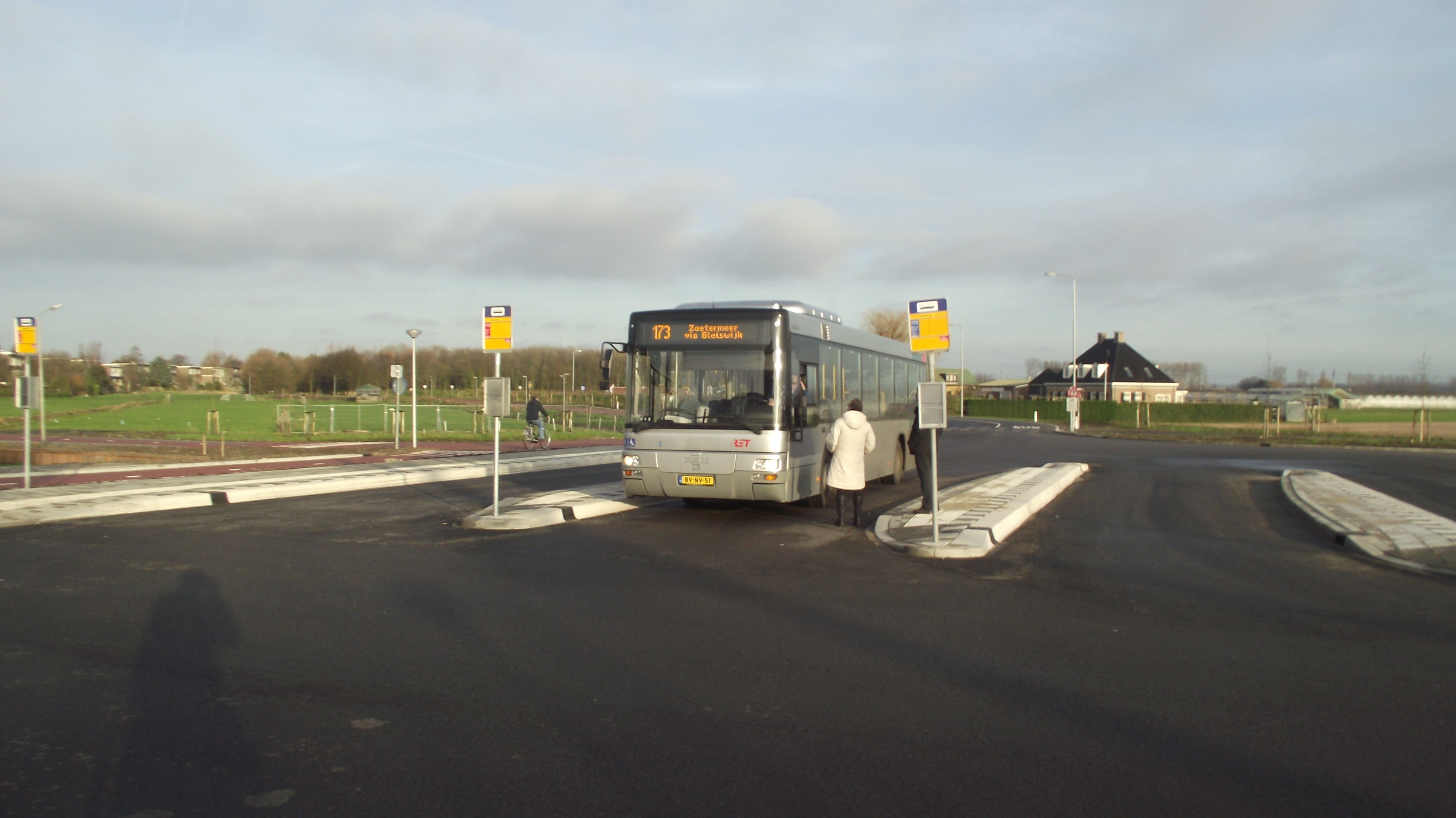
Een bus van lijn 173 richting Zoetermeer via Bleiswijk op het busstation van metrostation Rodenrijs.

Buslijn 170 rijdt tussen metrostation Rodenrijs en Zoetermeer Centrum-West maar maakt als ZoRo-bus geen deel uit van RandstadRail. Zij werd in gebruik genomen op 9 december 2012.
In Zoetermeer maakt buslijn 170 gebruik van de reeds bestaande busbanen langs de stroomwegen. Tussen de rand van Zoetermeer en het metrostation Rodenrijs, waar overgestapt kan worden op metrolijn E richting Den Haag en Rotterdam, maakt de lijn gebruik van een speciaal aangelegde vrijliggende busbaan langs de HSL-Zuid. Sinds 15 december 2019 maakt deze buslijn deel uit van het R-net en dus niet van RandstadRail. Wel moet het ooit een lightrail worden.
Frequentie: Lijn 170 rijdt in de spitsuren elke 10 minuten, in de daluren elke 20 minuten en in de avond en het weekend elke 30 minuten. De lijn rijdt deels over dezelfde route als buslijn 173.
- Zie verder: ZoRo-bus.

#### Buslijn 173(Station Lansingerland-Zoetermeer - Rodenrijs)
Buslijn 173 rijdt tussen metrostation Rodenrijs en station Lansingerland-Zoetermeer en maakt als ZoRo-bus geen deel uit van RandstadRail. Zij werd in gebruik genomen op 9 december 2012.
Tussen Bergschenhoek en het metrostation Rodenrijs, waar overgestapt kan worden op metrolijn E richting Den Haag en Rotterdam, maakt de lijn gebruik van een speciaal aangelegde vrijliggende busbaan langs de HSL-Zuid. Sinds 15 december 2019 maakt deze buslijn deel uit van het R-net en dus niet van RandstadRail.
Frequentie: Lijn 173 rijdt in de spitsuren elke 10 minuten, in de daluren elke 20 minuten en in de avond en het weekend elke 30 minuten. De lijn rijdt deels over dezelfde route als buslijn 170.

### Reizigersaantallen
Een van de doelen van RandstadRail was het aantal reizigers te vergroten en de verkeersdruk op de omliggende wegen te verlagen. In 2000 was het plan in 2010 driemaal zoveel reizigers te vervoeren als in 2000: 42.000 per dag op de Zoetermeerlijn en 32.000 per dag op de Hofpleinlijn. Hiermee zou de kostendekkingsgraad stijgen van 37 naar 50 procent.

#### RandstadRail 3 en 4
In maart 2008 heeft de HTM op een gemiddelde werkdag het aantal reizigers geteld op de lijnen 3 en 4.
Op het traject tussen Zoetermeer en Den Haag reisden in het trein-tijdperk dagelijks ongeveer 17.000 reizigers. Na de ombouw is het aantal reizigers toegenomen tot 27.000 reizigers, maar dat is mede te verklaren door de nieuwe tak naar Oosterheem. Op het stadstraject in Den Haag is het aantal reizigers achtergebleven bij de verwachtingen. Door de frequentieverhoging in oktober 2008 hoopt de HTM dat de reizigersaantallen groter worden.
Uit cijfers gepubliceerd in januari 2009 komen andere reizigersaantallen naar voren. Daaruit blijkt dat in maart 2008 75.000 reizigers gebruikmaakten van RandstadRails 3 en 4. In 2018 was dit opgelopen tot 85.000 reizigers per dag.

#### Metrolijn E

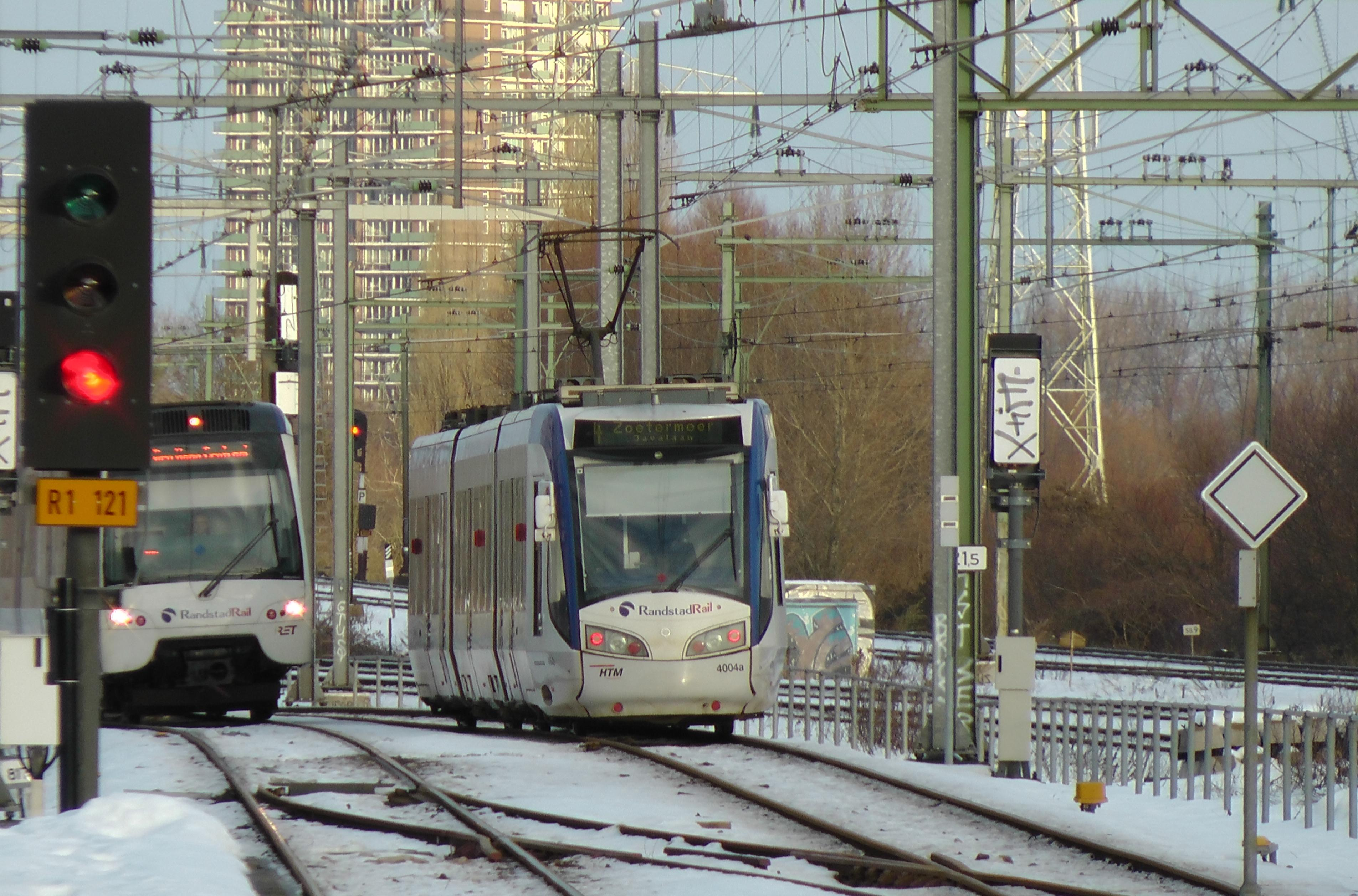
RandstadRail E en 3 bij Station Laan van NOI.

In maart 2001 maakten gemiddeld 7.000 reizigers gebruik van wat toen nog de Hofpleinlijn was. In 2008 was dit aantal opgelopen tot 8.200 hetgeen een gemiddelde jaarlijkse stijging van 2,3 procent inhoudt. Deze cijfers liggen ver onder de vooraf voorstelde prognoses, waarin gesproken werd over stijgingen van 19,5 procent per jaar.
Sinds de bouw van Randstadrail is het aantal reizigers op de voormalige Hofpleinlijn met 285,7% gestegen. Sinds 17 augustus 2010 rijdt de metrolijn door de Statenwegtunnel en via station Blijdorp naar Rotterdam Centraal. De groei van het aantal reizigers is boven verwachting. Men rekende op 14.000 reizigers per dag. Het aantal reizigers bedroeg in november 2010 in totaal 20.000 per dag. De groei wordt deels verklaard doordat buslijnen in de gemeente Lansingerland aangepast zijn waardoor niet meer rechtstreeks met de bus naar Rotterdam gereisd kan worden maar op lijn E overgestapt moet worden.
Doordat er sinds eind 2011 doorgereden wordt tot Slinge en de frequentie van 4x per uur naar 6x per uur is opgevoerd, is het aantal reizigers verder toegenomen tot ruim 37.000 in 2014.

##### Reizigersaantallen per dag RandstadRail Lijn E
| 2001 (voor ombouw) | 2008  | 2010   | 2011   | 2012   | 2013   | 2014   |
| ------------------ | ----- | ------ | ------ | ------ | ------ | ------ |
| 7.000              | 8.200 | 17.200 | 20.000 | 27.000 | 35.000 | 37.000 |

#### Buslijnen 170 en 173
Enkele maanden na ingebruikname van de nieuwe buslijnen 170 en 173 maakte de directie RET bekend dat dagelijks ongeveer 4.000 reizigers gebruikmaken van de lijnen. Dit aantal nadert het aantal reizigers dat na een langere gewenningsperiode werd verwacht (4.300).

### Materieel

#### RandstadRail 3 en 4

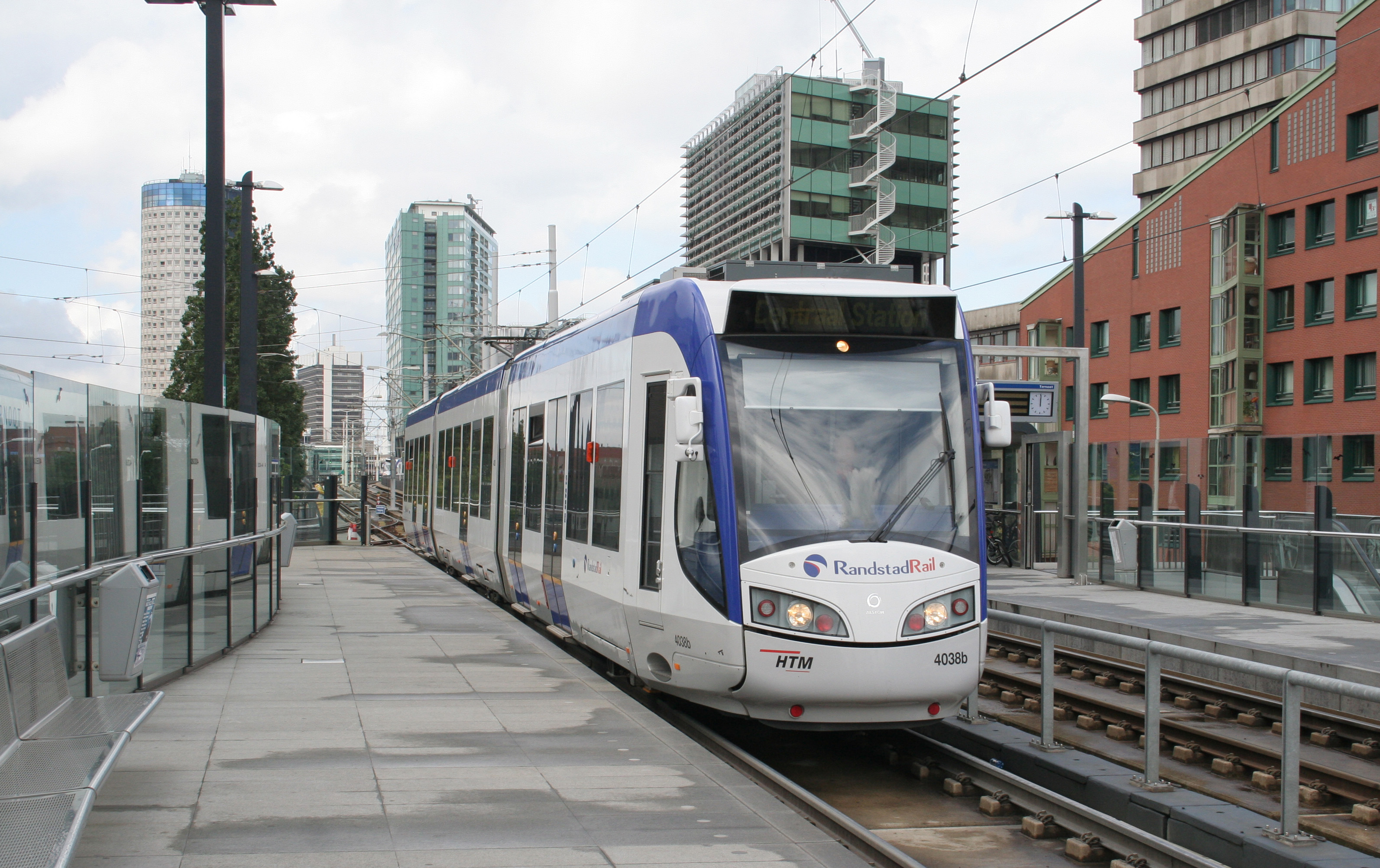
RegioCitadis bij halte Ternoot.

Op de lijnen 3 en 4 tussen Den Haag Zuid-West en Zoetermeer, alsmede op de spitslijnen rijden de RegioCitadis van de Franse fabrikant Alstom. Deze voertuigen houden het midden tussen een tram en een trein ("tramtrein") met een 70% lage vloer en een breedte van 2,65 m. Er zijn 72 stuks, die zijn afgeleverd tussen maart 2006 en april 2007 en 2010-2011. De trams kunnen tot twee stellen gekoppeld rijden. In Zoetermeer en het stadstraject tot Monstersestraat laten de haltes exploitatie met gekoppelde trams toe. Gekoppelde trams rijden of reden alleen in de spits op lijn 4.

#### Metrolijn E

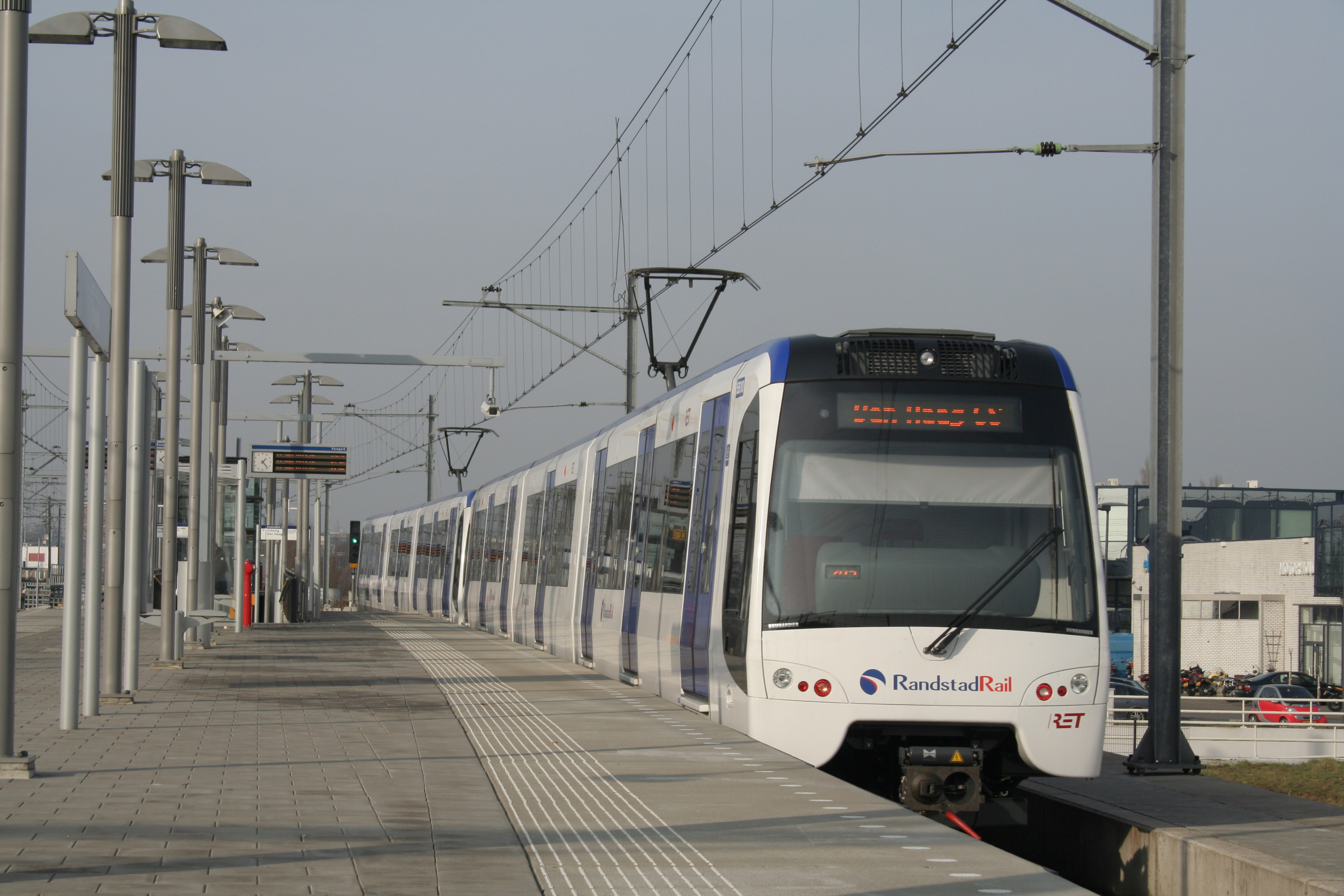
RSG3 bij vertrek uit Forepark richting Den Haag.

De naam "Metrolijn E" hangt samen met het Rotterdamse metronet. De Metrolijn E dient ter vervanging van de oude Hofpleinlijn vanwege de hoge exploitatiekosten en mede omdat de treinen van deze lijn door dichtbebouwde woonwijken reed. De Hofpleinlijn was op 16 augustus 2010 voor het laatst in gebruik, daags voor de ingebruikname van het Statenwegtracé. Vanaf de ingebruikname in september 2006 werden 11 rijtuigen uit de 5200 serie ingezet. Deze voertuigen, met oorspronkelijk bouwjaar 1984, werden in 2006 omgebouwd en geschikt gemaakt voor de RandstadRail, waar ze bekendstonden als type RSG2. De inzet van deze voertuigen was tijdelijk, tot de nieuwe voertuigen type RSG3 in gebruik genomen zouden worden. De voertuigen hebben tot november 2009 gereden, waarna ze buiten dienst gesteld zijn.
Vanaf januari 2009 werden ook de nieuwe voertuigen type RSG3 uit de serie 5500 ingezet. De serie bestaat uit 22 driedelige Bombardier Flexity Swift metrorijtuigen en zijn gebouwd in het Duitse Bautzen. Vanaf november 2009 worden nog uitsluitend deze voertuigen ingezet op metrolijn E. De voertuigen zijn ook geschikt om door de boortunnel te rijden en doen dit dan ook sinds eind 2011 lijn E verlengd is naar station Slinge.

#### Buslijnen 170 en 173
Op beide buslijnen over de ZoRo-busbaan worden VDL Citea bussen van de RET ingezet, zonder RandstadRail opschriften.

### Controle
Op de voertuigen van RandstadRail van de HTM komen controleurs, waarvan een deel buitengewone opsporingsambtenaren (BOA's) worden en uitgerust worden met handboeien. De openbaar-vervoerbedrijven van Amsterdam (GVB) en Rotterdam (RET) werken al langer met deze uitrusting voor hun controleurs. Uit kostenoogpunt vindt controle steekproefsgewijs plaats.

## Toekomstige ontwikkelingen

### Keervoorziening bij Pijnacker Zuid
Omdat de vervoersvraag op lijn E groeit is het in de nabije toekomst nodig in de spits de frequentie van 6 metro's per uur te verhogen. Op het traject waar lijn E samenrijdt met de trams van en naar Zoetermeer geeft dat capaciteitsproblemen. Daarom is een planstudie uitgevoerd om de extra metro's uit Rotterdam ergens tussen Berkel en Rodenrijs en Leidschenveen te laten keren. Op grond van deze studie heeft de Metropoolregio Rotterdam Den Haag besloten de keervoorziening ten noorden van metrostation Pijnacker Zuid aan te leggen bij de wijk Kraaienburg met een opstelspoor aan de kant van de Klapwijkseweg. Hierdoor wordt het mogelijk om tussen Rotterdam en Pijnacker Zuid in de spits met 12 in plaats van 6 metro's per uur te rijden. De plannen worden vanaf 2017 over 2 jaar uitgewerkt. Er is 3,5 miljoen euro voor gereserveerd. Dit spoor is in 2021 gerealiseerd, in het najaar van 2023 is het keren van metro's in de spits (nog) niet in de dienstregeling opgenomen, de keervoorziening wordt wel gebruikt voor de "Weekendmetro" met twee ritten op vrijdag en zaterdag tussen Slinge en Pijnacker Zuid. Op de Metrolijnenkaart van de RET wordt lijn D getoond die doorrijdt tot Pijnacker Zuid t.b.v. het uitvoeren van de versterkingsritten in de spits.

### RandstadRail tweede fase
Er is een verkennende studie ('Openbaar Vervoer naar een hoger plan; RandstadRail tweede fase') gemaakt naar de mogelijke uitbreiding van RandstadRail. Dit rapport is opgesteld door Arcadis, in opdracht van de Dienst Stedelijke Ontwikkeling van de gemeente Den Haag en het Stadsgewest Haaglanden, en is 17 oktober 2006 uitgekomen. Dit project wordt verder uitgewerkt onder de naam Netwerk RandstadRail.
Er wordt een aantal maatregelen voorgesteld om het OV-net in het gewest Haaglanden uit te breiden. Het regionale net van de eerste fase van RandstadRail met regionale NS-lijnen wordt aangevuld met drie tramlijnen van RandstadRail (zoals voorgesteld de huidige Haagse tramlijnen 1, 9 en 11). Regionale gebieden die nu onvoldoende bereikbaar zijn worden verbonden met de lijnen van RandstadRail door hoogwaardige buslijnen. Op het hele regionale en lokale OV-net worden verbeteringen aangebracht, zoals overstapmogelijkheden, hogere frequentie en goede doorstroming in en rond het centrum. Deze tramlijnen worden omgebouwd voor brede tweerichtingtrams die echter niet geschikt zullen zijn voor de Zoetermeerse lijnen (ze zijn lichter, minder botsbestendig en hebben een lagere maximumsnelheid). Omgekeerd kunnen de trams van RandstadRail ook niet op de aangepaste lijnen rijden. Strikt genomen zijn deze aangepaste tramlijnen, behalve tramlijn 2, geen lijnen voor RandstadRail. Wel is er een kwaliteitsprong. Trams van RandstadRail zullen in de toekomst wel bovengrondse omleidingsroutes in de binnenstad gaan gebruiken indien de tunnel buiten gebruik is.

### Uitbreiding
In 2018 presenteerde de gemeente Den Haag plannen voor drie nieuwe lijnen: 
- De Koningscorridor (Scheveningen-Lijn 9-Binckhorst-Zoetermeer);
- De Leyenburgcorridor (verlenging van de tramtunnel vanuit het centrum);
- "De Oude Lijn" (langs de spoorlijn Leiden-Den Haag-Rotterdam).
In 2020 zegde het Rijk 50 miljoen euro toe voor een deel van deze projecten. Den Haag ging daarna onderzoek doen naar het beste tracé.
Een oude wens is een lijn naar Kijkduin, maar daar komt steeds niets van terecht. Ook in 2021 wilde de gemeente dit niet onderzoeken.

## Trivia
- In 1992 had Zoetermeer ook al een tram, deze reed als pendel op het Floriadeterrein.
- RandstadRail is een van de 35 ruimtelijke projecten die behoren tot de Canon Ruimtelijke Ordening van het toenmalige ministerie van VROM.[66]
- Bijna alle NS-borden met stationsnamen werden verwijderd tijdens de ombouw, maar eentje werd vergeten en staat eind 2023 nog altijd nabij Onderlangs in Zoetermeer. In de NS-tijd liep het perron tot daar door.
- Bij halte Stadhuis in Zoetermeer hangt nog een bord dat afkomstig is uit het NS-tijdperk met daarop: "In uw en ons belang worden op dit station eigendommen bewaakt met videocamera's. Art. 7 A.R.V."